# Lesko
Lesko (do 1931 roku Lisko, hebr. ‏לסקו‎, ukr. Лісько) – miasto w woj. podkarpackim, siedziba powiatu leskiego oraz gminy miejsko-wiejskiej Lesko. Położone nad Sanem, na obszarze Gór Sanocko-Turczańskich.
Leży w historycznej ziemi sanockiej. Prywatne miasto szlacheckie lokowane w 1469 roku położone było w XVI wieku w województwie ruskim.
W latach 1954–1972 miasto nie należało, ale było siedzibą władz gromady Lesko. W latach 1972–1975 Lesko było siedzibą powiatu bieszczadzkiego. W latach 1975–1998 miasto administracyjnie należało do woj. krośnieńskiego.
Według danych GUS z 31 grudnia 2024 r. miasto liczyło 5042 mieszkańców, będąc 29. najludniejszym miastem w województwie.

## Toponimia
Nazwa de Leszko pojawia się pierwszy raz w roku 1480 na oznaczenie nowo założonego miasta. Następne nazwy: Lyesko 1511, Liesko 1565, Lesko 1722. Od 1745 roku do 1931 roku oficjalna nazwa miasta brzmiała Lisko. 24 lutego 1931, z inicjatywy hr. Augusta Krasickiego, przywrócono dawną nazwę miasta. Nazwa Lesko może pochodzić od imienia Lestka, drugiego księcia Polan z dynastii Piastów, o którym wspomina Anonim zwany Gallem w swej kronice – syn Siemowita i ojciec Siemomysła. Nazwa Lesko może też pochodzić od słowa „leszczyna”.

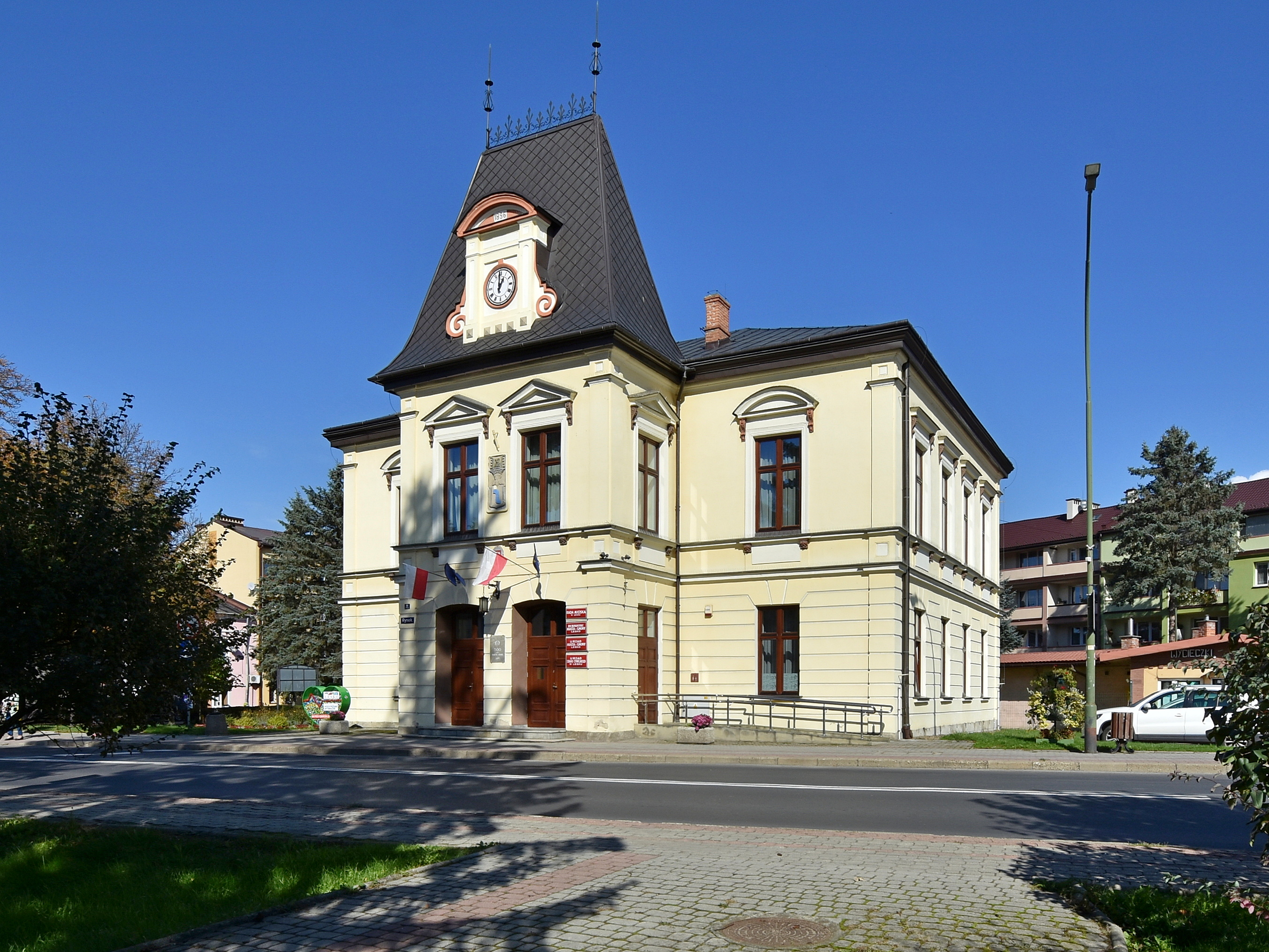
Ratusz
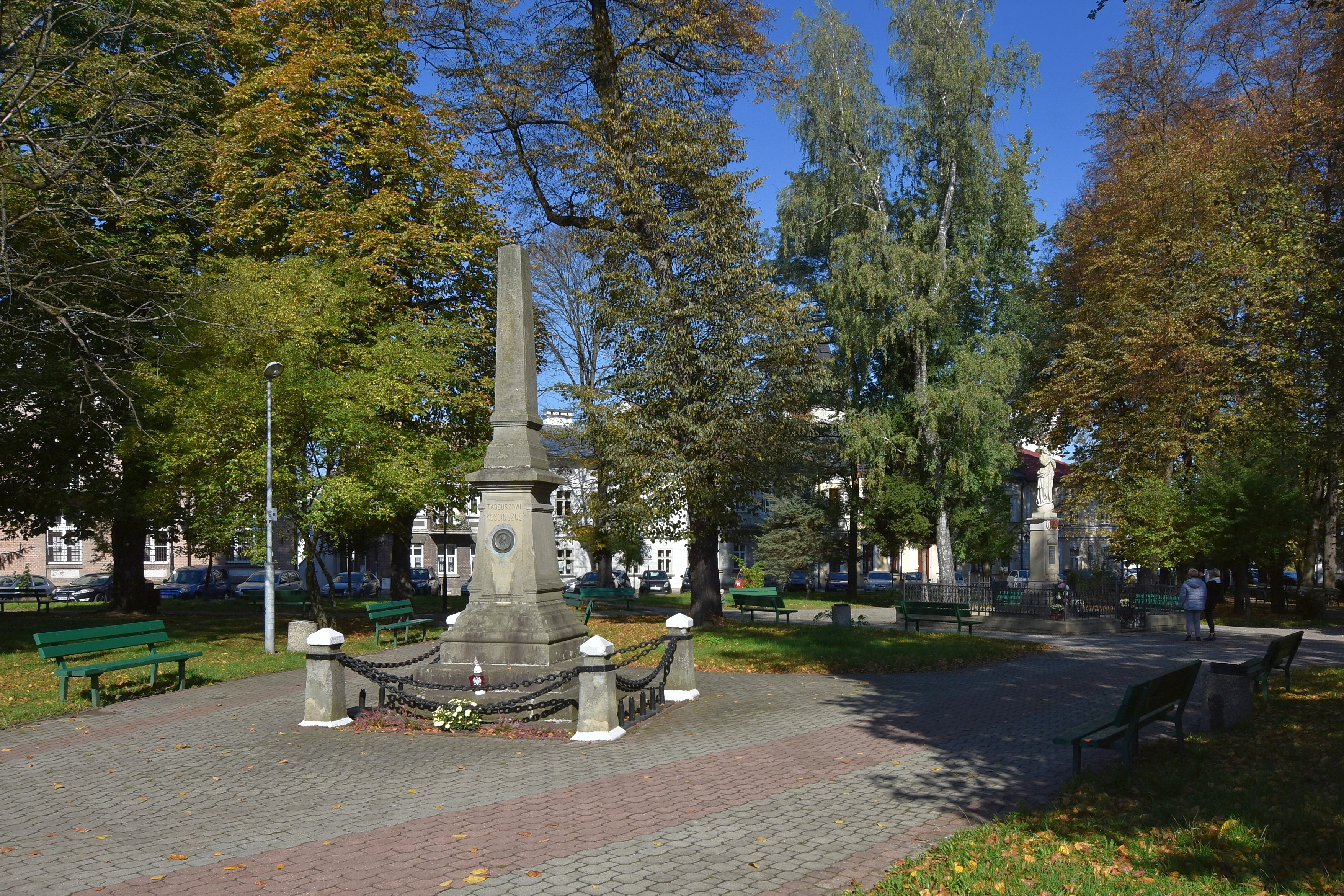
Planty i pomnik T. Kościuszki
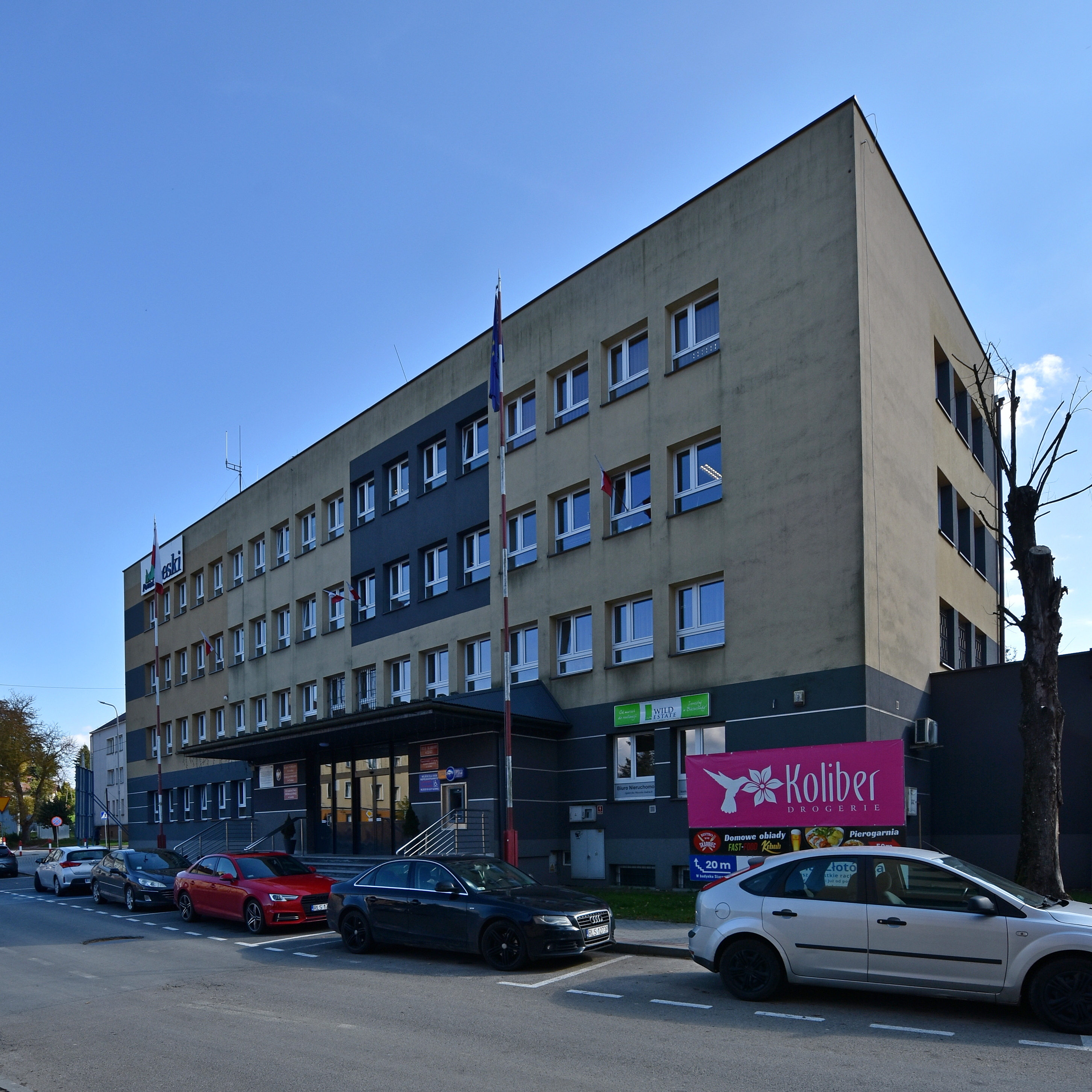
Starostwo Powiatowe

## Historia
Ziemie te były zasiedlone już w czasach prehistorycznych oraz w okresie wpływów rzymskich. Potwierdzają to znaleziska archeologiczne datowane od IV w. p.n.e. do IV w. n.e., a także późniejsze średniowieczne.

### Królestwo Polskie
Osada na terenie Leska powstała prawdopodobnie w XIV wieku, pierwsza wzmianka o niej pochodzi z 1436. Zasadźcą i pierwszym wójtem był Filip, mieszczanin sanocki, który zrzekł się wójtostwa na rzecz właściciela Jana Kmity.
W 1443 – Jan Kmita w sprawie sądowej między Marciszem z Iwonicza a jego stryjenką Jagienką Krzywiecką, żoną Jana Krzywieckiego ręczy za dotrzymanie umowy przez Jagienkę daniem intromisji (wprowadzenia nowego dziedzica w posiadanie dóbr) Marciszowi na wsie Lesko, Łukawica, Jankowce i inne położone pod zamkiem Sobień.
Około 1470 Lesko otrzymało prawa miejskie nadane przez Kmitów, którzy nadali miastu herb Szreniawa i krzyż maltański. W 1477 Jan Kmita nadal miastu prawo magdeburskie. W 1490 r. Kazimierz Jagiellończyk nadał miastu przywilej do organizowania dwóch jarmarków rocznie i cotygodniowych targów.
Około 1507 Kmitowie, ze względu na zniszczenie przez Węgrów w 1474 zamku w Sobniu, przenieśli tu centrum administracji swych rozległych dóbr. Zmieniono wtedy lokalizację Leska. Z pierwotnego miejsca nad brzegiem Sanu (ob. wieś Posada Leska) przeniesiono gród na wysokie wzgórze Baszta (422 m). Lesko staje się siedzibą możnego rodu i istotnym ośrodkiem gospodarczym, opartym na rzemiośle i handlu oraz stolicą wschodnich majątków Kmitów. Pierwszą murowaną budowlą w mieście był kościół pw. Nawiedzenia NMP wzniesiony ok. 1530. W 1533 Stanisław Kmita wzniósł murowaną wieżę mieszkalną. Po śmierci Stanisława Kmity w 1538 r., Lesko staje się własnością jego starszego brata Piotra Kmity. Piotr Kmita buduje w Lesku zamek, kościół i cerkiew. W 1550, gdy dziedzicem Leska był Piotr Kmita wojewoda krakowski, król Zygmunt August wydał dla miasta dwa przywileje: w jednym potwierdził dwa jarmarki i dodał trzeci, a w drugim zwolnił od podatków, m.in. zatwierdzony został statut cechów leskich i utworzono specjalny sąd dla „beskidników”, czyli zbójców napadających na podróżujących kupców, powstała także szkołą parafialna. Pod koniec XVI wieku istniało tu 11 cechów rzemieślniczych obejmujących około 40 specjalności. W Lesku działały dwa kościoły rzymskokatolickie, dwie cerkwie oraz synagoga. Miasto posiadało wały obronne, zwodzone mosty w głównych bramach – Lwowskiej i Węgierskiej. Był tu wodociąg, wybrukowany rynek, prawo składu win węgierskich, co przynosiło wówczas wysokie dochody.

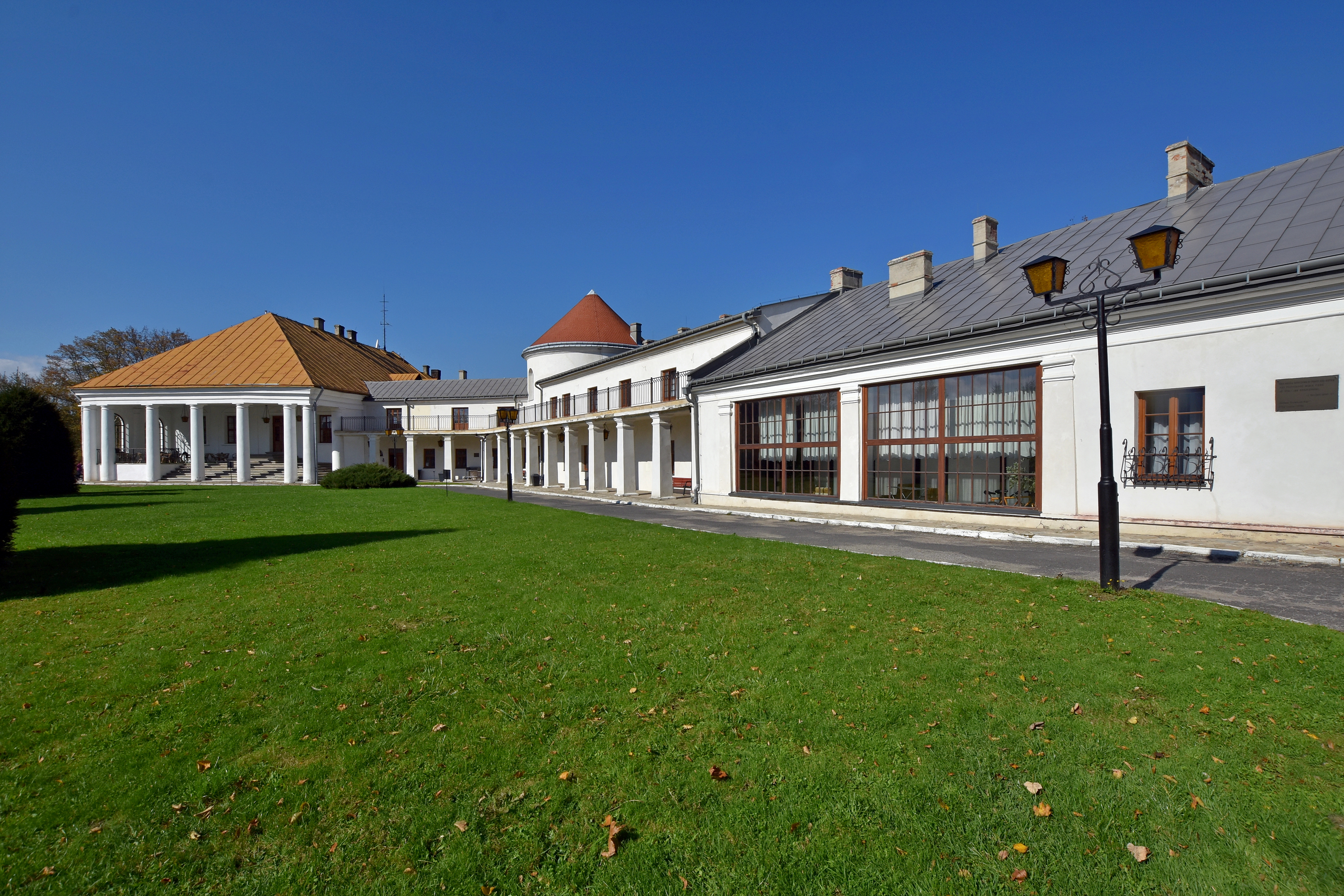
Zamek, obecnie hotel
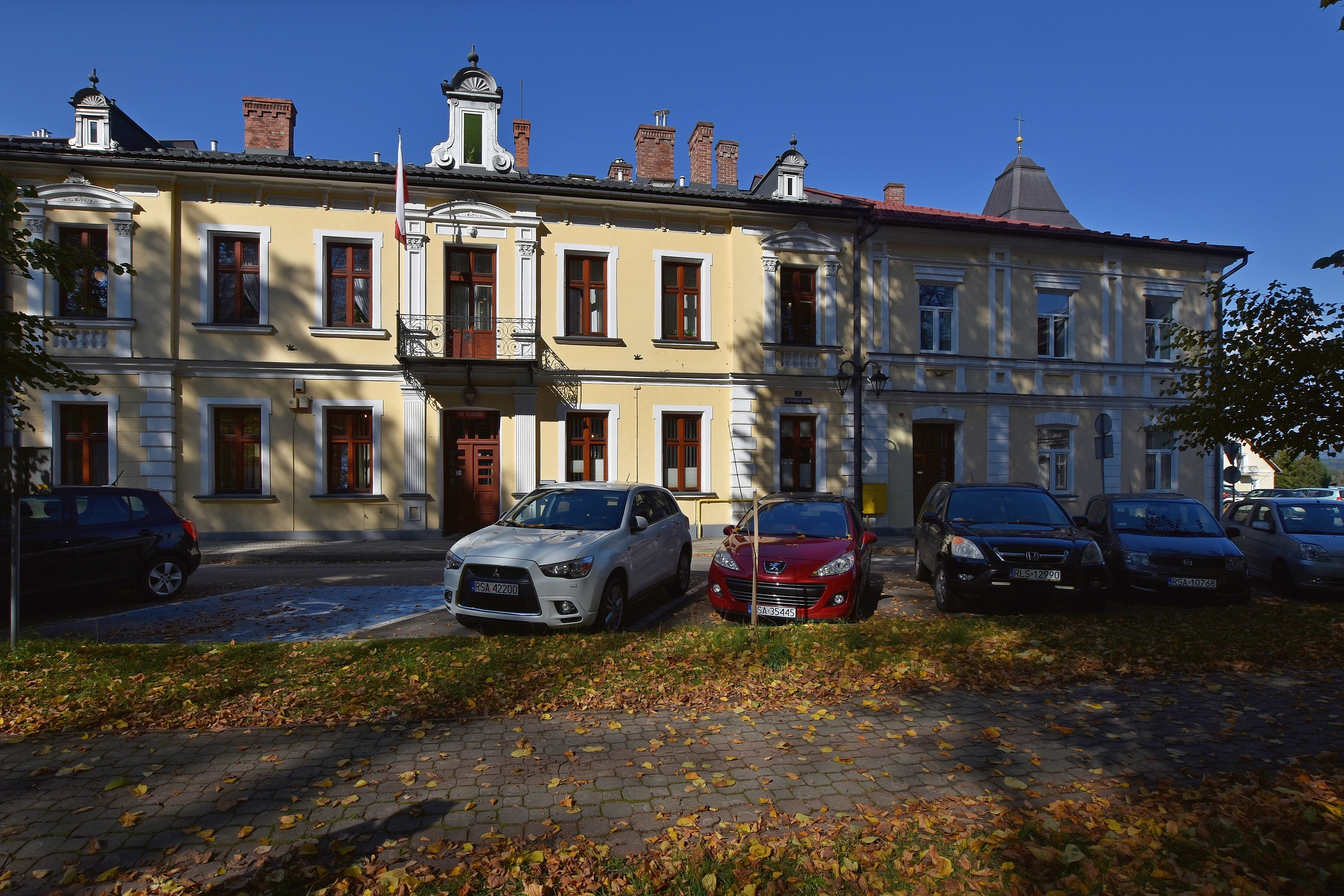
Pl. Konstytucji 3 Maja, Sąd Rejonowy
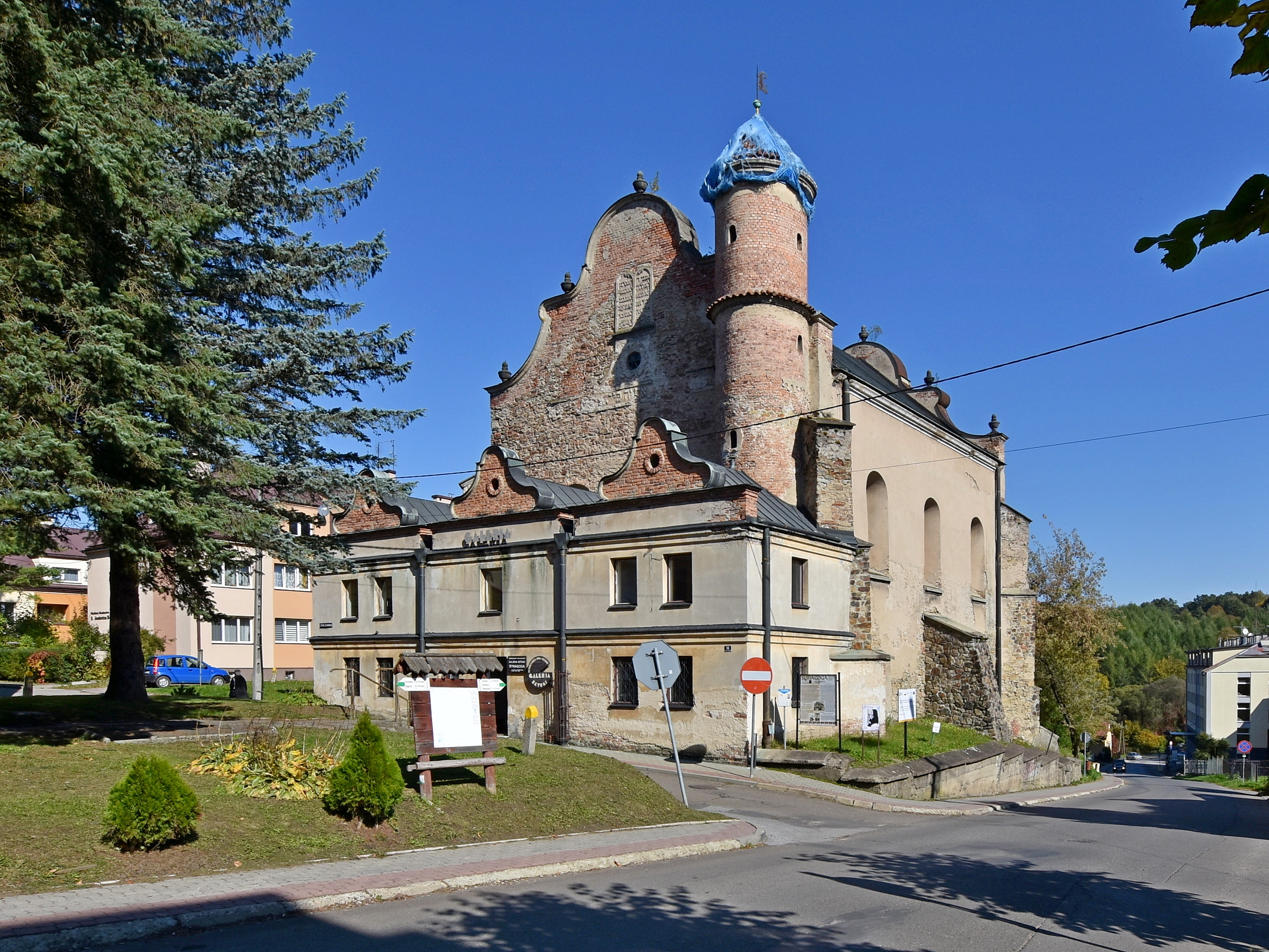
Synagoga, obecnie galeria

### W okresie I Rzeczypospolitej
Po śmierci Piotra Kmity, w 1553 miasto było w posiadaniu wdowy po nim, Barbary Kmity z Herburtów, a w 1580 przeszło na rodzinę Stadnickich herbu Szreniawa, na Stanisława Stadnickiego (kasztelana przemyskiego) (w 1608), z Ożomli na Lesku h. Szreniawa (zm. 1610), stryja słynnego „diabła łańcuckiego” Stanisława Stadnickiego. W 1582, dokupił dalszą część Leska wraz z Zamkiem, od Jana Drohojowskiego (kasztelana sanockiego). W drugiej połowie XVIl w. wybudował on zamek z basztami i basteją, włączając starą wieżę Kmitów. Zamienił on miejscowy kościół na zbór kalwiński, który przetrwał w Lesku do połowy XVII wieku. Pod rządami Stadnickiego Lesko przeżywało okres największego rozwoju trwający do pierwszej połowy XVII wieku. W tym czasie było ono ważnym ośrodkiem handlu, rzemiosła i kultury lokalnej. Liczyło wówczas ok. 1500 mieszkańców. W 1565 – Pasko Kopina przyjął prawo miejskie Leska. W 1632 r. o zamku w Lesku we wspomina ks. Szymon Starowolski w Opisie Królestwa Polskiego za czasów Zygmunta III Wazy.
W 1702 oddziały szwedzkie Szperlinga najechały Lesko, dążąc do schwytania wodza obrony Jana Franciszka Stadnickiego – wojewody wołyńskiego. Mimo dzielnej obrony schwytano go na zamku, który został ograbiony i zniszczony. Podczas III wojny północnej miasto zostało ponownie zajęte przez oddziały szwedzkie Magnusa Stenbocka dnia 17 sierpnia 1704, które przebywały w nim do 28 sierpnia 1704, a następnie spalili. W rok później w czasie zarazy zmarło kilkuset mieszkańców. Zamek odbudowano w 1712 r. Miasto przez 40 lat po spaleniu przez Szwedów, nie mogło się podnieść, dlatego w 1744 król August obdarzył Lesko przywilejem na organizowanie 4 jarmarków.
Do około 1713 miasto było w posiadaniu Stadnickich. Z biegiem lat jako wiano Teresy ze Stadnickich przeszło na jej męża Józefa Kantego Ossolińskiego – chorążego wielkiego koronnego, a potem na jego córkę Mariannę Ossolińską z Balic h. Topór (1731–1802), która wyszła za mąż za Józefa Jan Wandalina Mniszcha (1742-1797) s. Jana Karola Mniszcha – i następnie miasto było własnością ich wnuczki Julii Teresy Wandalin-Mniszech, która poślubiła Ksawerego Franciszka Krasickiego z Siecina h. Rogala, a potem właścicielem został ich syn por. Edmund Krasicki z Siecina. Lesko było własnością Krasickich (do 1944).
29 czerwca 1768 Jakub Bronicki – marszałek sanocki dla potrzeb Konfederacji barskiej uzyskał w Lesku od Józefa Kantego Ossolińskiego milicję nadworną, amunicję, dziewięć armat, pełne oporządzenie dla 50 ludzi i tysiąc czerwonych złotych. Ludność miejscowa wspierała konfederatów. Przechodzące następnie wojska rosyjskie niszczą i grabią miasto.
8 sierpnia 1769 pod Hoszowem w bitwie z Rosjanami zostaje ranny Franciszek Pułaski komornik bielski, rotmistrz przemyski konfederacji barskiej (stryjeczny kuzyn Kazimierza Pułaskiego), którego przewieziono na zamek leski, a po śmierci w dniu 18 sierpnia 1769, pochowano go w kaplicy św. Antoniego, kościoła pw. Nawiedzenia NMP w Lesku, gdzie zamieszczono jego epitafium.
W tym kościele znajduje się tablica; „D.O.M. Teresa z hrabiów na Żmigrodzie Stadnickich, herbu Szreniawa, Ossolinska, Wojewodzina, Wołyńska w Rymanowie, zmarła dn. 6 maja 1776 r. w Zagórzu u OO. Karmelitów pochowana.”

### Lata 1772–1918
Od 1772 Lesko znajduje się pod zaborem austriackim. W tym roku Lesko stało się siedzibą cyrkułu, którego siedzibę przeniesiono jednak w 1782 r. do Sanoka. W 1786 r. notował Ewaryst Andrzej, hr. Kuropatnicki w swym „Opisaniu królestw Galicyi i Lodomeryi”: Lisko. Miasto domu hrabiów Ossolińskich; ratusz murowany, kościół farny z bogatym probostwem, wielkie stare zamczysko mało zdatne do mieszkania, całą tego miasta ozdobą osobliwie po pożarach w roku 1785 nastąpionych.
Po wspomnianym pożarze z 1785 zamek popadł w ruinę. Nad jego odbudową czuwał później Wincenty Pol – poeta, patriota i etnograf, który po odrestaurowaniu obiektu według własnego planu, zamieszkał w nim w połowie 1839.
Podczas zaboru austriackiego przez pewien czas miasto wchodziło w skład obwodu sanockiego.
W 1809 wojska Księstwa Warszawskiego, dowodzone przez księcia Józefa Poniatowskiego, wkroczyły na ziemie zaboru austriackiego. Ksawery Franciszek Krasicki w 1809 – zorganizował oddział z Leska i dowodził nim w wojnie polsko-austriackiej, m.in. w czerwcu, w ostatniej obronie zamku sanockiego przed wojskami austriackimi. W Cyrkule Leskim działacze ruchów niepodległościowych przystąpili natychmiast do tworzenia władz polskich na czele, których stał Józef Parys, i oddziałów wojskowych dowodzonych przez właściciela Nozdrzca Tadeusza Preka.
Właścicielem Leska był Ksawery Franciszek Krasicki (zmarły w 1844). Od około 1848 do lat 90. właścicielem był jego syn Edmund Krasicki.
W czasie Powstania krakowskiego 22 lutego 1846 od Przełęczy Łupkowskiej, z okolic Kalnicy i Leska, miał atakować zaborców w Sanoku Jerzy Bułharyn, dowodzący siłami miejscowymi (przygotowanymi przez W. Pola) i ochotnikami słowackimi. Po kilku potyczkach, przy dojściu do Zahutynia i nie mając wsparcia od północy, Bułharyn wycofał się na Węgry.
Od 1855 r. miasto było siedzibą powiatu. Wtedy też zaczęły powstawać pierwsze niewielkie zakłady przemysłowe. W 1872 r. Krasiccy nie zgodzili się na przeprowadzenie przez nadrzeczną część parku zamkowego linii kolejowej, stąd też Pierwsza Węgiersko-Galicyjska Kolej Żelazna znalazła się trzy kilometry od miasta, co wywarło ujemny wpływ na dalszy rozwój Leska. W II połowie XIX wieku Lesko, a szczególnie zamek, był ośrodkiem towarzysko – intelektualnym regionu. Przed każdymi wyborami sejmowymi zjeżdżała tu szlachta sanocka. Krasiccy utrzymywali żywe kontakty z wieloma działaczami patriotycznymi i twórcami kultury. Edmund Krasicki – uczestnik powstania 1831, jego syn Ignacy Krasicki – byli działaczami patriotycznymi.
W 1878 r. nawiedza miasto epidemia cholery, a w 1886 r. kolejny, olbrzymi pożar niszczy 134 domy, w tym wszystkie zabudowania wokół rynku i przy obecnej ulicy Unii Brzeskiej. Po pożarze z 1886 r., który strawił zwłaszcza drewnianą część miasta, odbudowano je już jako murowane. Na początku XX wieku w Lesku znajdowały się m.in. tartak, pierwsza w tym rejonie parowa fabryka konserw, rafineria ropy naftowej „Bracia Dym” i fabryka smarów. W czasie I wojny światowej przez Lesko przechodziły oddziały rosyjskie i austro-węgierskie. Rosjanie wycofując się z miasta podpalili zamek. Lesko będąc zapleczem frontu poniosło dotkliwe straty materialne.

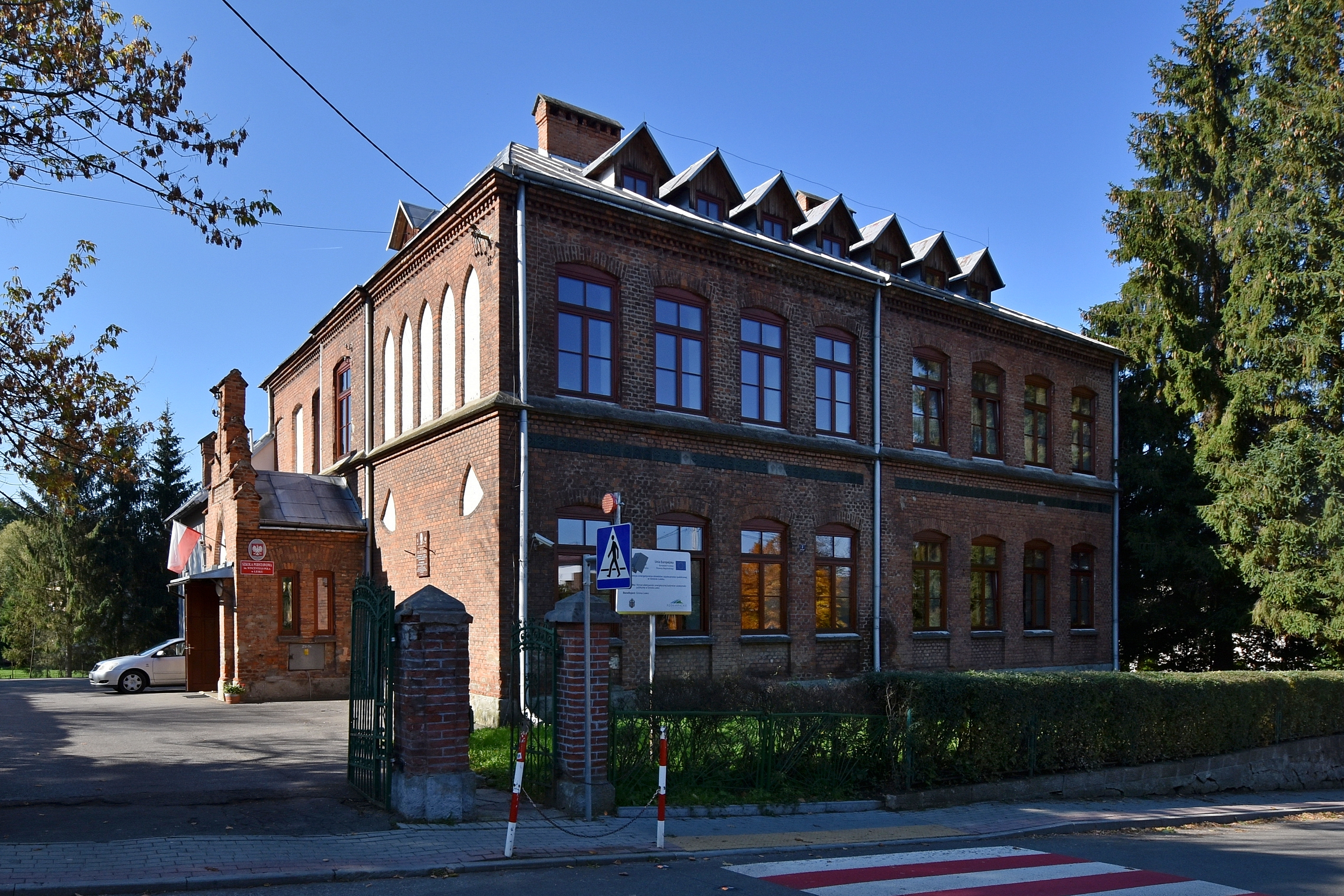
Zabytkoway dom z 1889
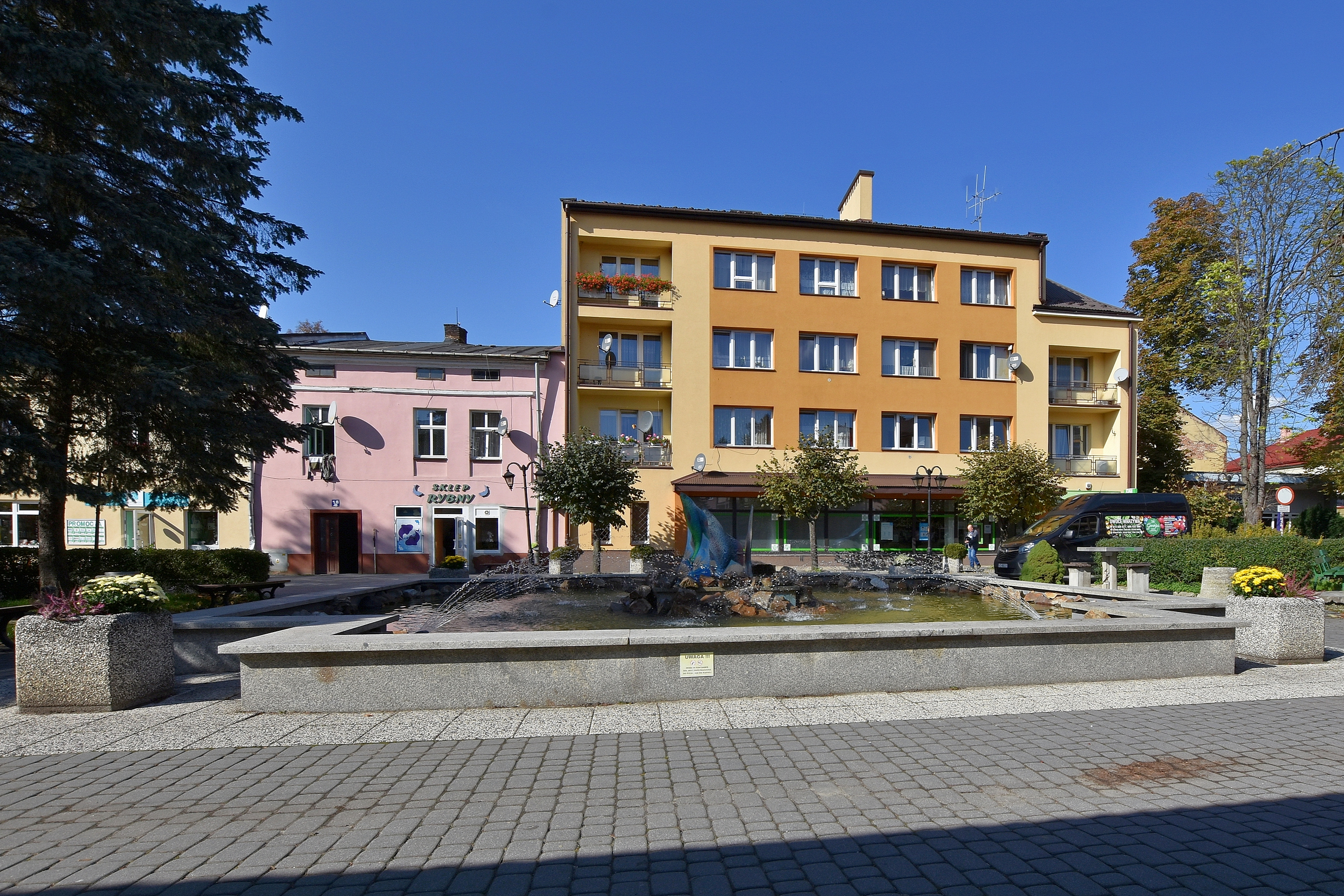
Fontanna w Rynku
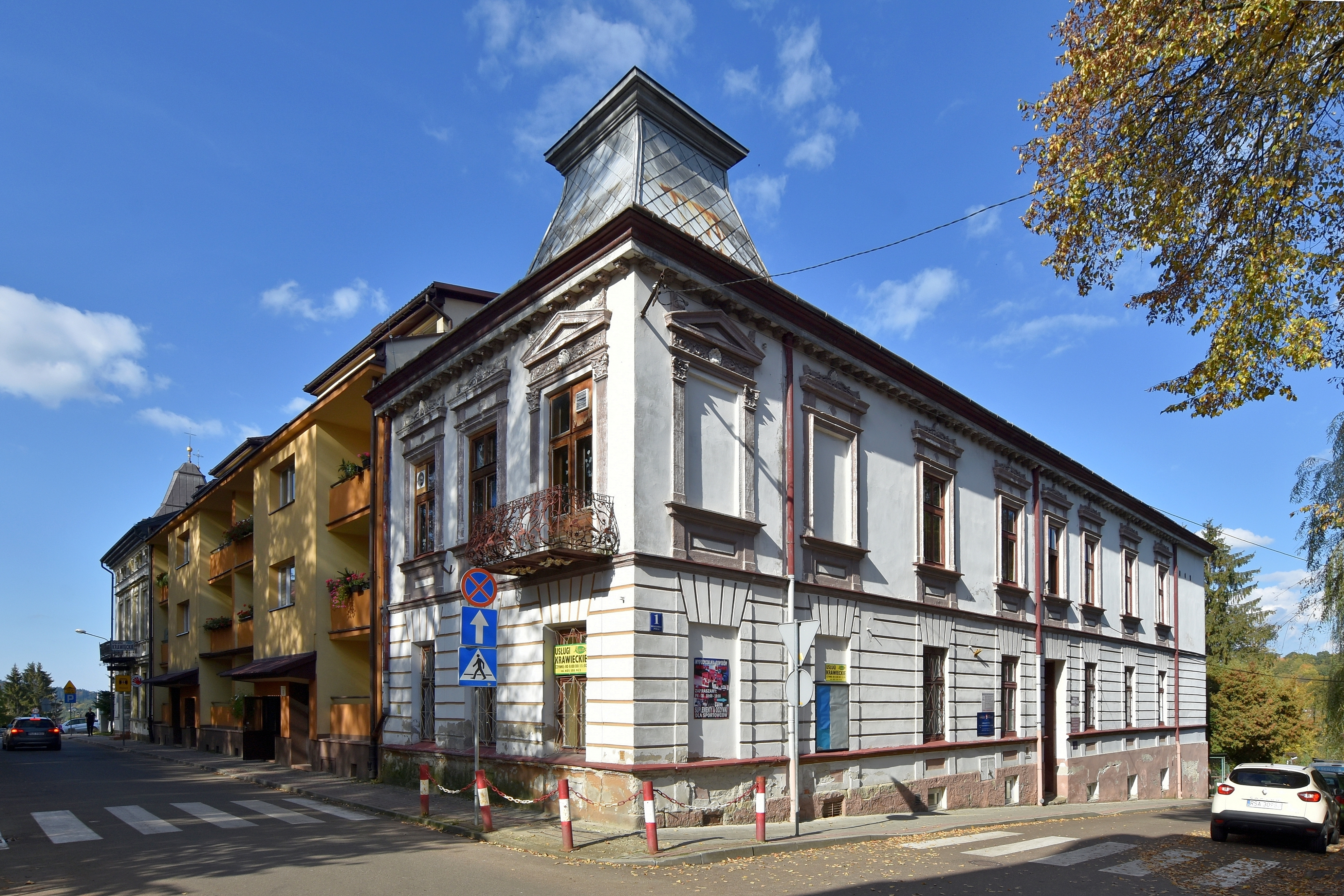
Zabytkowa kamienica przy ul. Wincentego Pola 1

### W okresie II Rzeczypospolitej
W 1921 ok. 63% ogółu ludności (ok. 2400) stanowili Żydzi. Do 1931 miasto nosiło nazwę Lisko, zmienioną następnie na Lesko. Podczas obu wojen światowych miasto doznało znacznych zniszczeń. W czasie I wojny światowej liczba zabitych w okolicach Leska jest tak wielka, że utworzono nowy, a teraz odnowiony przez Stanisława Macielę (miłośnika historii miasta) cmentarz wojenny. Wojnę upamiętnia też znajdujący się naprzeciw ratusza obelisk z 1934 r. Po powrocie z wojny bolszewickiej zamek w Lesku odbudował August Krasicki.

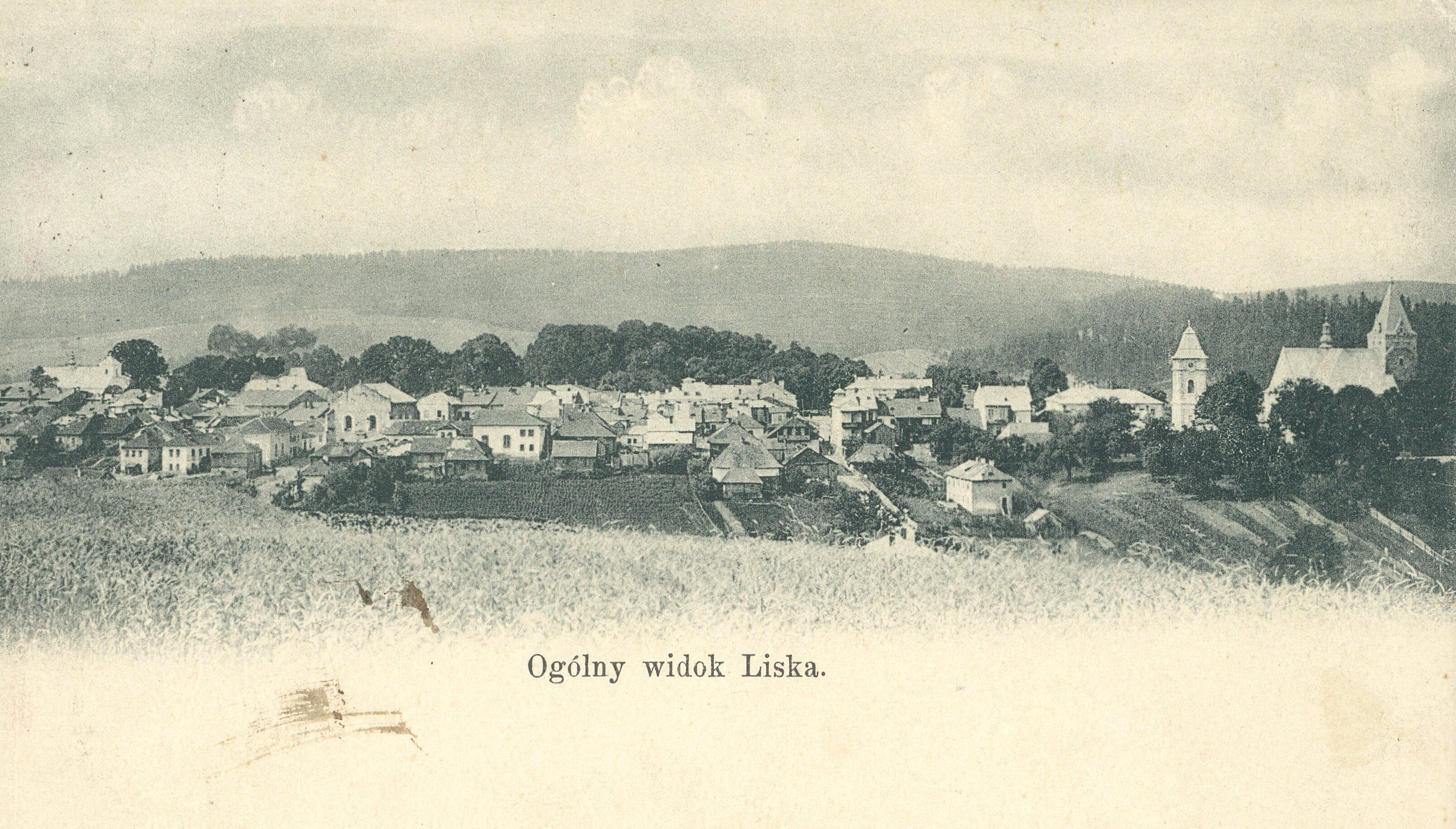
Widok ogólny, przed 1908
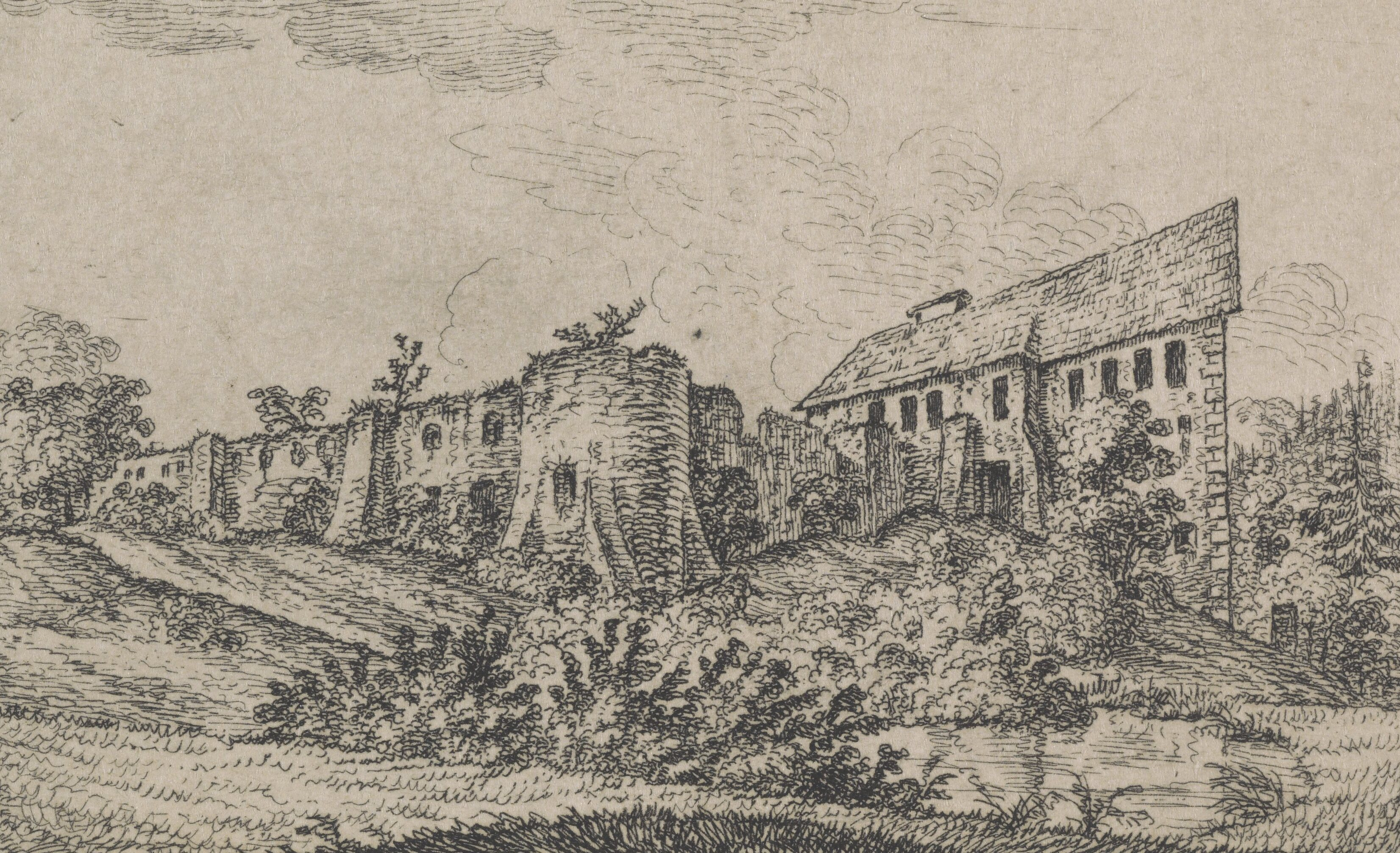
Ruiny zamku, około 1838
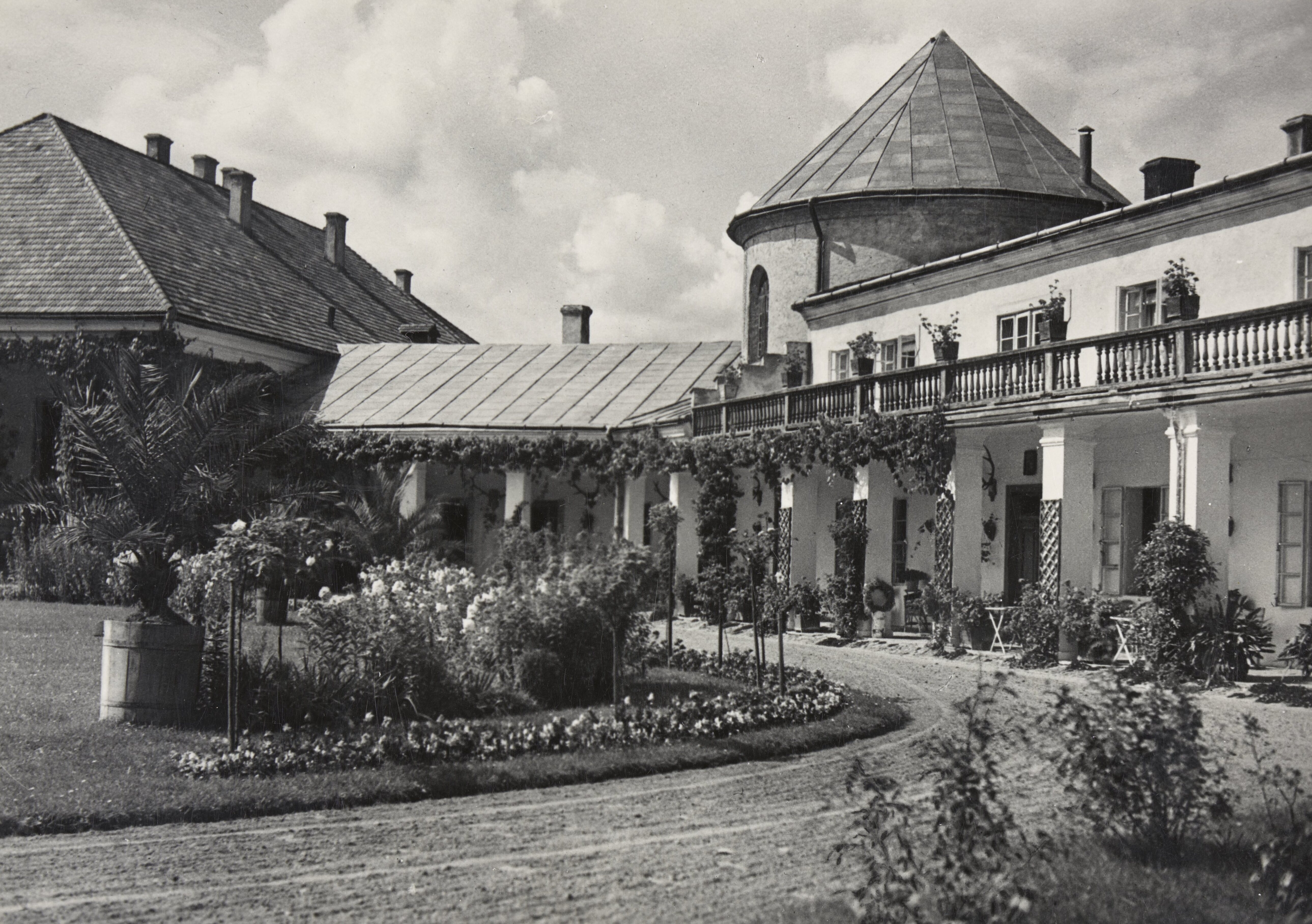
Zamek w 1939
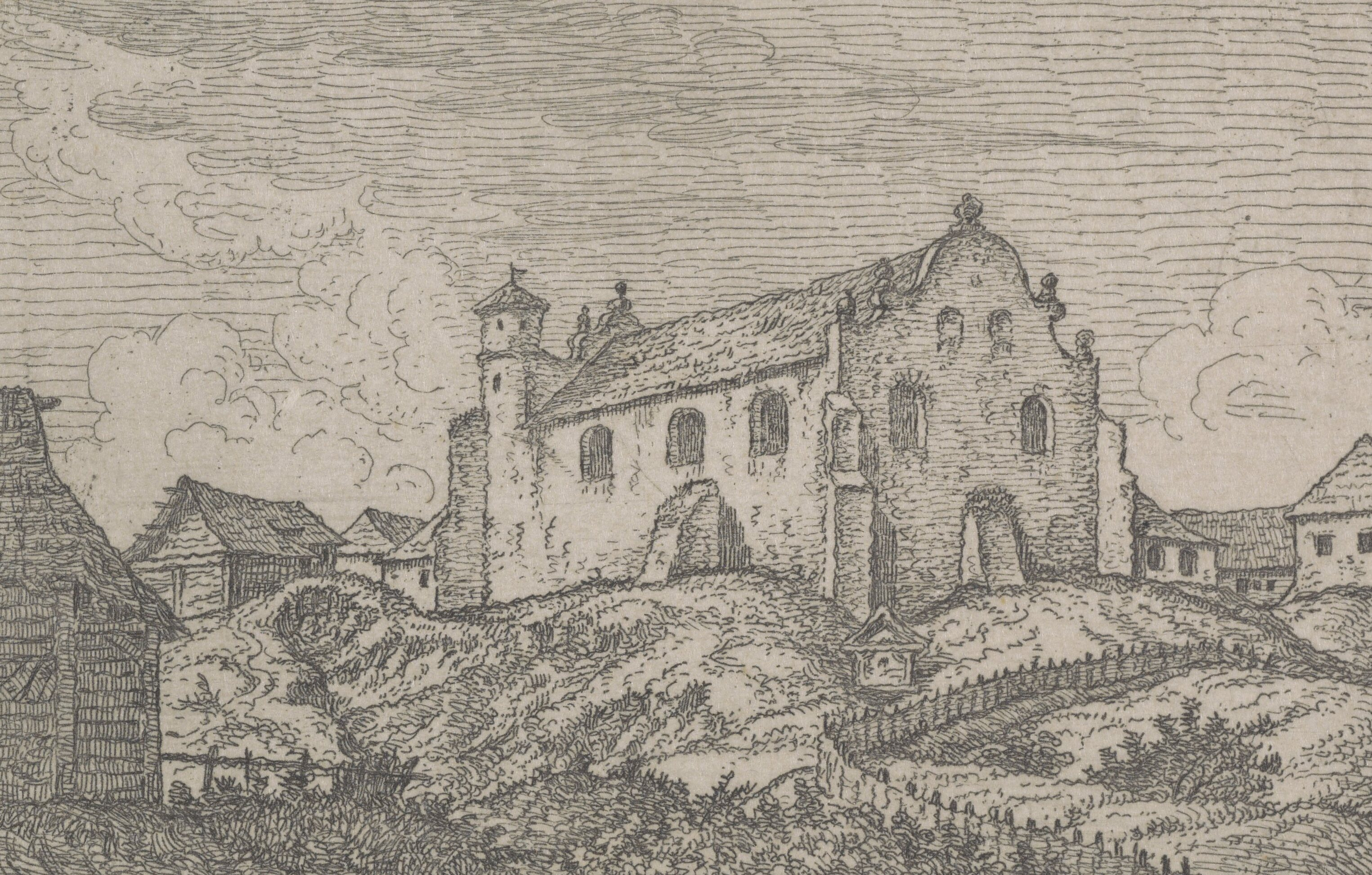
Synagoga, około 1838
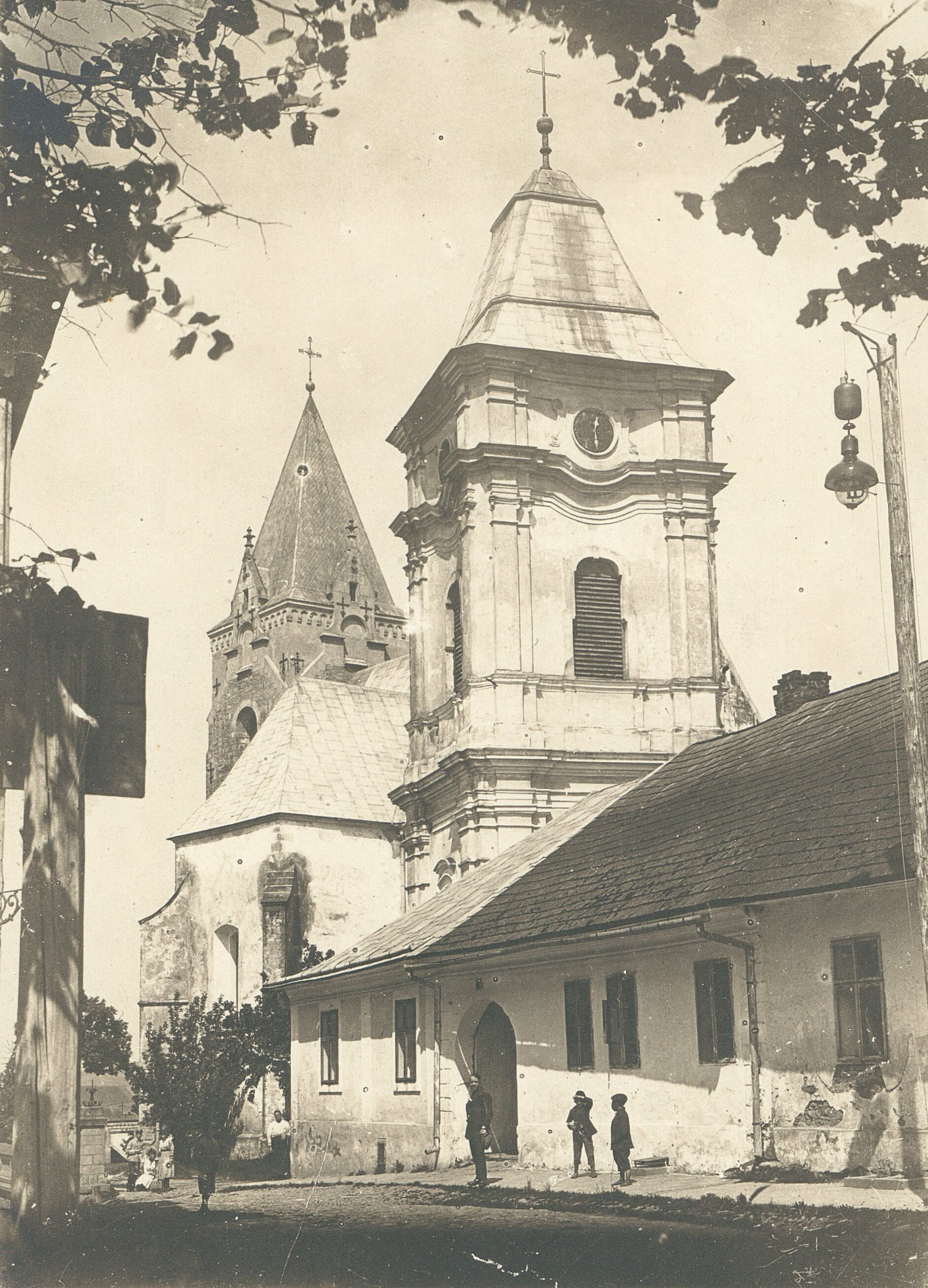
Kaplica św. Antoniego, po 1906

### II wojna światowa
Pod Leskiem walki obronne z nacierającymi wojskami hitlerowskimi toczyła 3 Brygada Górska dowodzona przez płk. Jana Kotowicza wchodząca w skład grupy operacyjnej gen. bryg. Kazimierza Łukoskiego. W dniu 9 września 1939 r. przez Lesko do Ustrzyk wycofywali się żołnierze batalionu Obrony Narodowej „Sanok” (dowódca batalionu kpt. Tadeusz Kuniewski) i toczyli walki w celu opóźnienia marszu Niemców na wschód.
Wkraczających do miasta 10 września Niemców ukraińska część ludności witała serdecznie. Zjechali tu Ukraińcy z całej okolicy ubrani w stroje narodowe i przyozdobieni niebiesko-żółtymi kokardkami. W powitaniu Niemców brali udział księża greckokatoliccy Lew Salwicki oraz proboszcz z Terki. Wystąpienia ludności ukraińskiej przeciw Polakom były w powiecie leskim szczególnie okrutne. Wkraczający Niemcy pozwalali Ukraińcom na bezkarność przez całą dobę. Po wkroczeniu wojsk niemieckich stacjonujące tu wcześniej wojska słowackie wycofały się. Uspokojenie sytuacji nastąpiło po oddaniu miasta Sowietom. 28 września 1939 r. w czasie kampanii wrześniowej z miasta wycofały się oddziały niemieckie. Zgodnie z planem rozbioru Polski ustalonym w tajny protokole do paktu Ribbentrop-Mołotow 23 sierpnia 1939 r., w dniu 29 września 1939 miasto zostało zajęte przez Armię Czerwoną. Lesko okupowane było przez wojska sowieckie i stało się miastem nadgranicznym z granicą sowiecko-niemiecką wzdłuż Sanu. Zamek stał się siedzibą dowództwa garnizonu a jego wyposażenie uległo całkowitej dewastacji. Wokół powstała linia betonowych bunkrów, zniszczona w 1941. 22 października 1939 odbyły się wybory do Zgromadzenia Narodowego Ukraińskiej SRR. 1 listopada 1939 na prośbę Zgromadzenia Narodowego Ukraińskiej SRR Rada Najwyższa ZSRR wydała ustawę o włączeniu tych ziem do Ukraińskiej SRR. Miasto oraz okolice weszły wówczas w skład obwodu drohobyckiego, a siedzibą rejonu zostało Lesko. W wyniku przeprowadzonych wyborów deputowanym do Rady Narodowości w Kijowie, został leski Ukrainiec – tow. Figas. Zamek leski zostaje zajęty przez Rosjan a ostatni właściciel zamku hr. August Krasicki uzyskuje schronienie w Porażu w zamku Gubrynowiczów. Wokół miasta powstała linia betonowych bunkrów (Linia Mołotowa), zniszczona przez wojska słowacko-niemieckie latem 1941.
Sowiecka okupacja Leska trwała do 22 czerwca 1941 r. 27 czerwca 1941 r. miasto zostało zdobyte przez oddziały słowackie (zob. Rýchla Skupina), współdziałające z Niemcami. Po przejęciu Leska przez okupanta hitlerowskiego 27 czerwca 1941, zamek leski stał się siedzibą dowództwa garnizonu.
W okresie okupacji na terenie Leska działała Placówka Armii Krajowej Lesko nr VI. Jej dowódcą od stycznia 1942 r. do stycznia 1943 r. był por. Stanisław Zieliński „Fal”, a od stycznia 1943 r. do września 1943 r. Stanisław Wajda „Szefunio” vel „Pająk”, po nim od września 1943 r. do 1944 r. ppor. Jerzy Garapich „Granit”.
Hitlerowcy utworzyli na terenie miasta przejściowe getto, z którego kierowali obywateli narodowości żydowskiej do tzw. obozu pracy przymusowej Zwangsarbeitslager Zaslaw, który powstał na terenie dawnej fabryki celulozy. W rzeczywistości był to obóz zagłady, przez który przeszło 15 tysięcy Żydów z całych Bieszczadów (około 2,5 tysiąca Żydów z Leska), z czego 10 tysięcy hitlerowcy zamordowali na miejscu, a 5 tysięcy wywieźli do obozu zagłady w Bełżcu. Egzekucje odbywały się w lasku zwanym „Malinki”. Próby ratowania ludności żydowskiej karane były śmiercią, zgodnie z zarządzeniem, jakie obowiązywało w całym Generalnym Gubernatorstwie. Instytut Jad Waszem w Jerozolimie przyznał medal Sprawiedliwy wśród Narodów Świata leskowianom: Franciszce i Józefowi Zwonarzom oraz dr. Mironowi Lisikiewiczowi za ratowanie rodzin żydowskich.
Miasto spod okupacji niemieckiej zostało przejęte 15 września 1944 przez żołnierzy z 276 Dywizji Strzeleckiej ze składu 30 Korpusu Strzeleckiego 1 Armii Gwardyjskiej 4 Frontu Ukraińskiego Armii Czerwonej. 22 lipca 1945 roku na Placu Wolności odsłonięto pomnik ku ich czci.
W Lesku w okresie operacji wschodniokarpackiej znajdował się sztab głównodowodzącego sił Armii Czerwonej. Tu również 17 października 1944 r. dowódca 1 Armii węgierskiej gen. Béla Miklós von Dalnoki (późniejszy premier Węgier) po własnej dezercji wezwał przez radio oddziały węgierskie do zmiany strony i przyłączenia się do sił Armii Czerwonej.

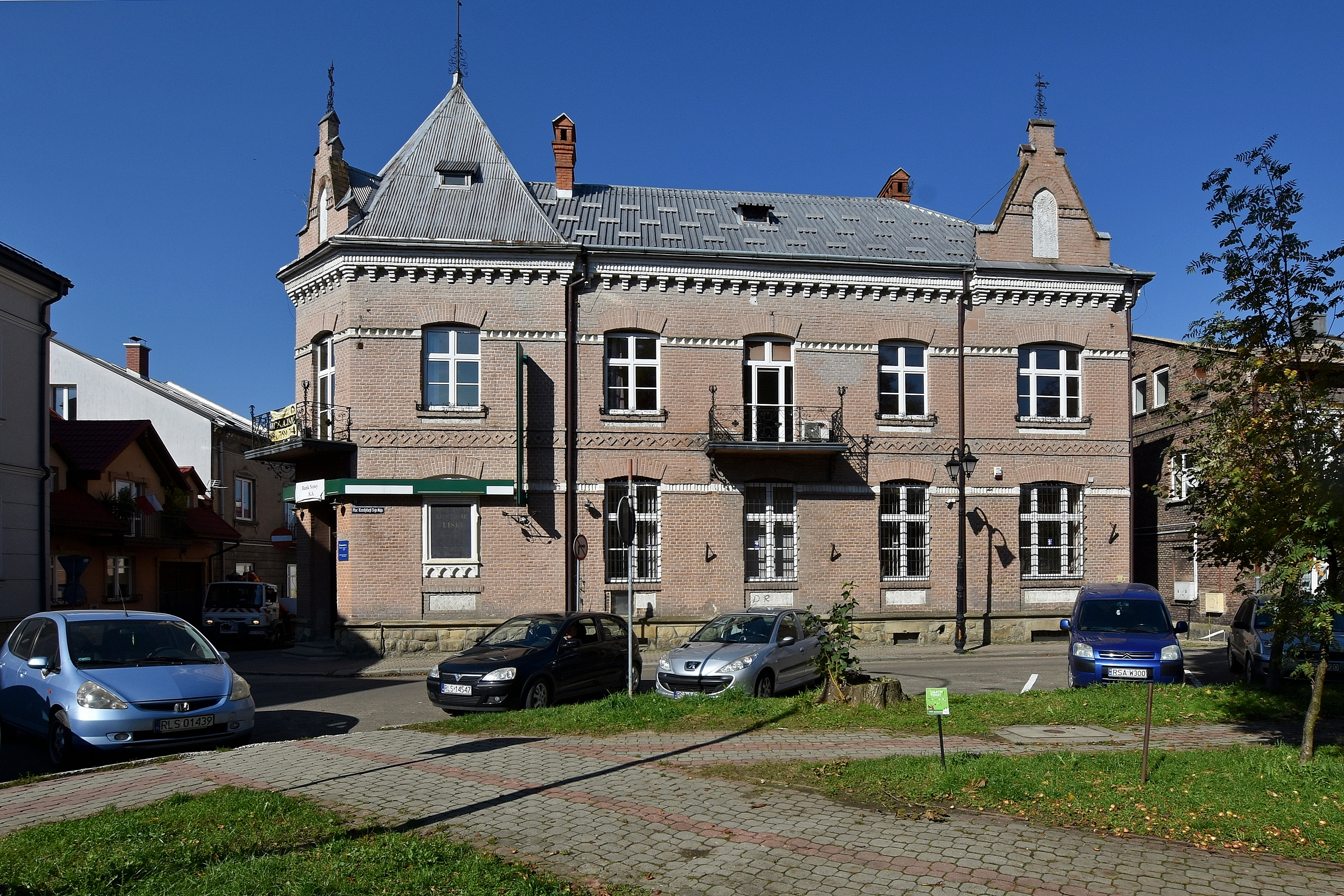
Kamienica, w której mieściło się Towarzystwo Zaliczkowe w Lesku
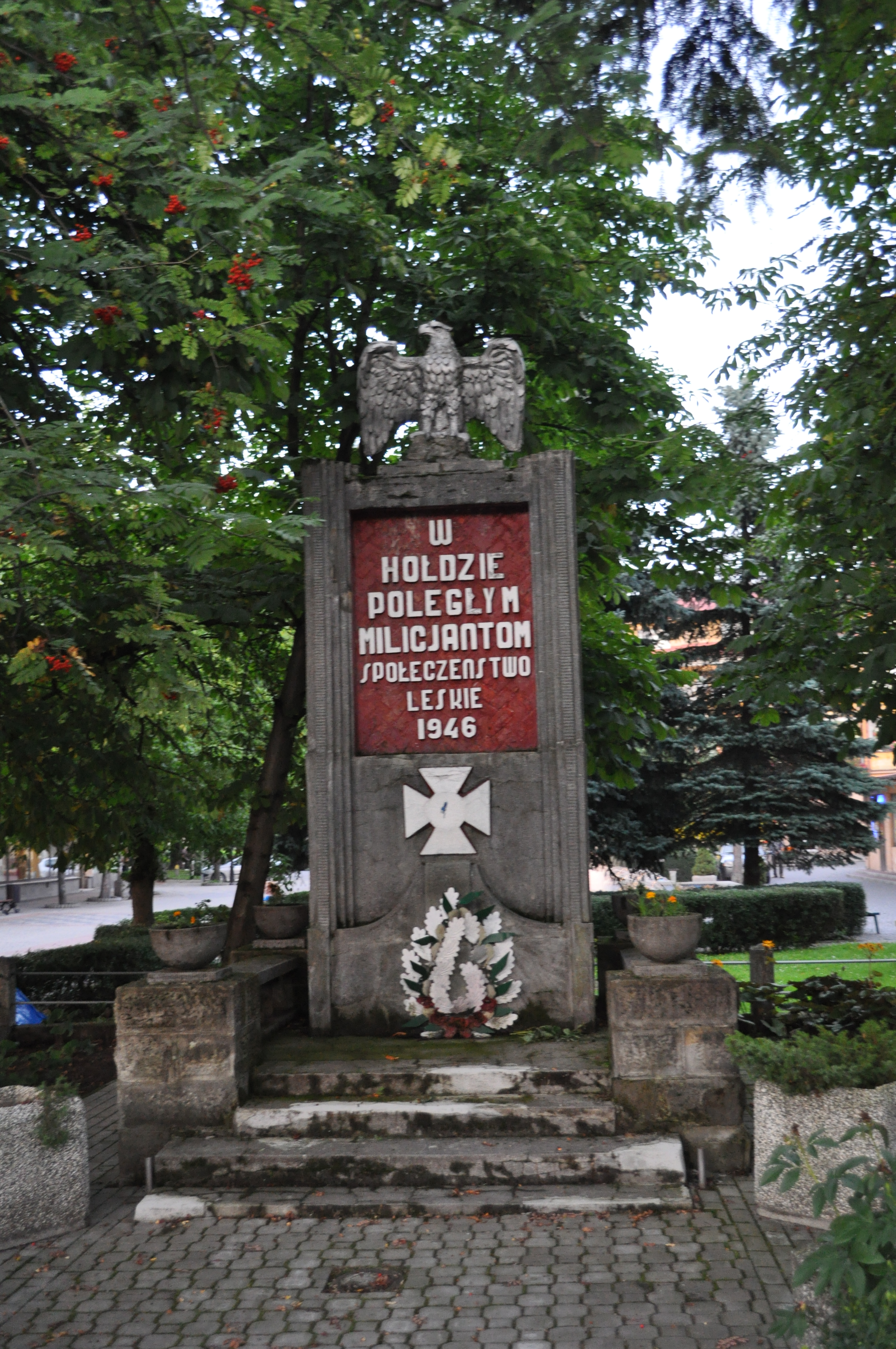
Pomnik milicjantów poległych w walkach z oddziałami UPA[18] (stan z sierpnia 2011 r.)[a]
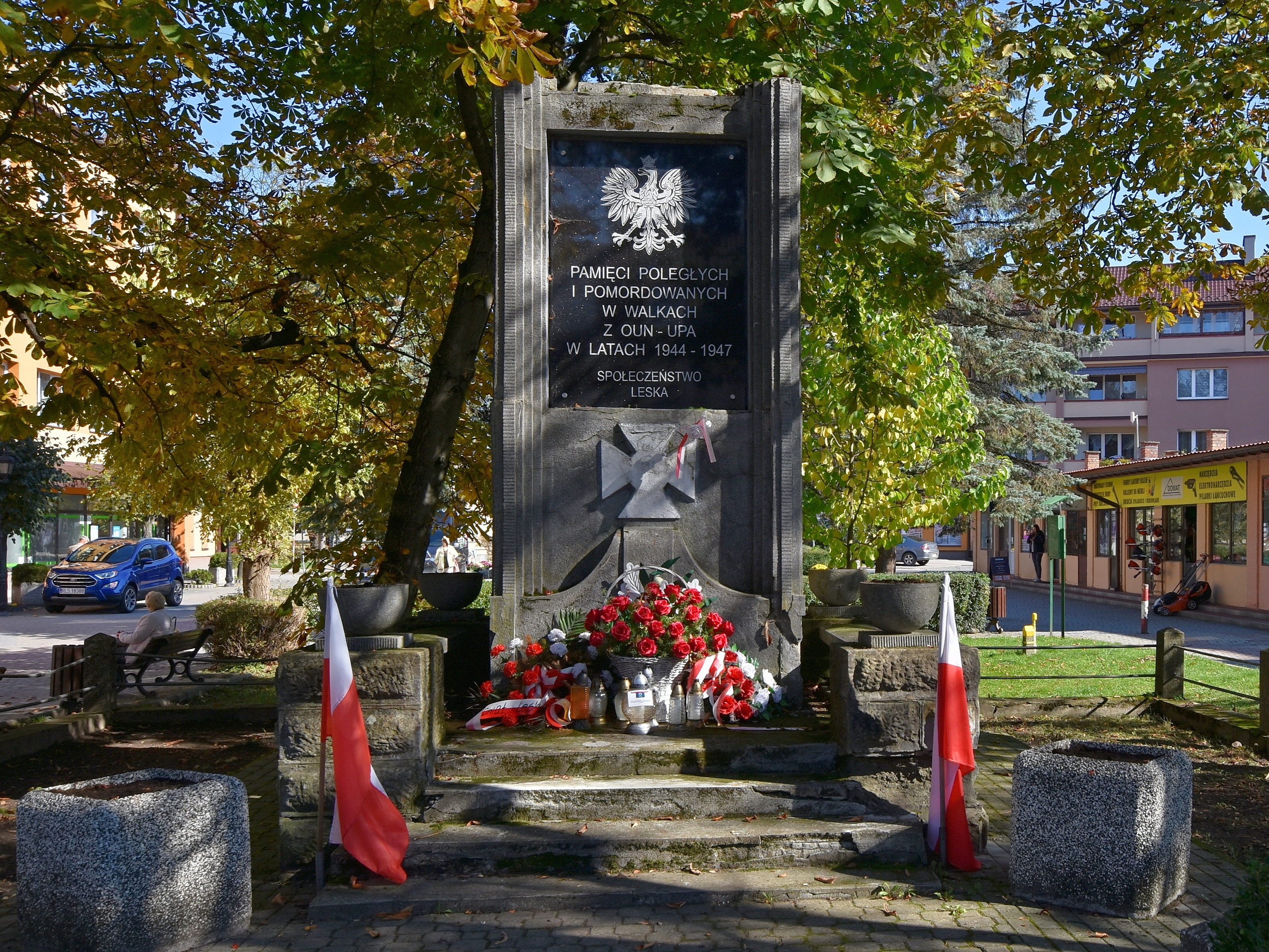
Pomnik poległych i pomordowanych w walkach z UPA po przeróbce (bez figury orła i z nową tablicą), stan obecny (październik 2022)

### Okres powojenny
Po wojnie odrębna gmina miejska, a także siedziba gmin wiejskich: Lesko, Hoczew, Wola Michowa i Wołkowyja.
W latach 1944–1947 nacjonaliści ukraińscy z OUN-UPA zamordowali mieście lub w jego pobliżu 26 Polaków.
Działania Ukraińskiej Powstańczej Armii, wysiedlenia ludności ukraińskiej do ZSRR, Akcja „Wisła”, a także bliskość granicy z ZSRR, zatrzymały rozwój miasta na całą dekadę.
Dopiero po zmianach granicznych w 1951 i odzyskaniu przez Polskę rejonu Ustrzyk Dolnych, a także wdrożeniu przez rząd specjalnego programu zasiedlania i zagospodarowania Bieszczadów, od połowy lat 50. rozpoczął się stopniowy rozwój miasta. W latach 1972–1975 Lesko stało się na krótko siedzibą największego w Polsce pod względem powierzchni, powiatu bieszczadzkiego – nowo utworzony tzw. Wielki Sanok stał się enklawą na prawach powiatu. W tym też czasie utworzono Zakład Przemysłu Meblowego. Powstał też okazały biurowiec Powiatowej Rady Narodowej przy południowej pierzei rynku.
W wyniku wprowadzonej 1 stycznia 1999 reformy administracyjnej przewidującej m.in. restytucję powiatów, Lesko znalazło się w granicach powiatu bieszczadzkiego z siedzibą w Ustrzykach Dolnych. Po licznych akcjach protestacyjnych mieszkańców miasta (Powiat dla Leska!) rząd Jerzego Buzka w ramach modyfikacji reformy administracyjnej, na mocy specjalnego rozporządzenia z maja 2001 roku utworzył 9 nowych powiatów – wśród nich powiat leski. Postanowienie Prezesa Rady Ministrów weszło w życie 1 stycznia 2002. Odtąd Lesko stało się siedzibą powiatu leskiego, będąc jednocześnie w skali kraju jednym z najmniejszych miast pełniących funkcję stolicy powiatu.

## Demografia
Według danych z 31 grudnia 2014 miasto miało 5615 mieszkańców.
- Piramida wieku mieszkańców Leska w 2014 roku[23], na podstawie danych GUS:

## Zabytki
- Zamek Kmitów z ok. 1507, w następnych latach kilkakrotnie przebudowany, niszczony i odbudowany
- Dawna synagoga z przełomu XVI i XVII w. (niektórzy podają, że z 1725 r.), zniszczona w czasie II wojny św., utraciła funkcje sakralne, odbudowana w latach 1960–1963, obecnie mieści galerię sztuki
- Kościół farny pw. Nawiedzenia NMP z ok. 1539, w 1760 i 1889 r. przebudowany; obok kościoła barokowa dzwonnica budowana w latach 1725–1765, w kościele krypta grobowa oraz epitafium Franciszka Pułaskiego, rotmistrza przemyskiego, stryjecznego brata Kazimierza Pułaskiego, jednego z dowódców konfederacji barskiej, rannego w bitwie pod Hoszowem.
- Dom parafialny murowany z 1890 r.
- Ratusz miejski z 1894 r.
- Cmentarz żydowski (kirkut) z nagrobkami (z 1600 r.) XVI–XX w.
- kamienice z XVII–XIX w.
- kapliczki przydrożne.
- wczesnośredniowieczne cmentarzysko kurhanowe.

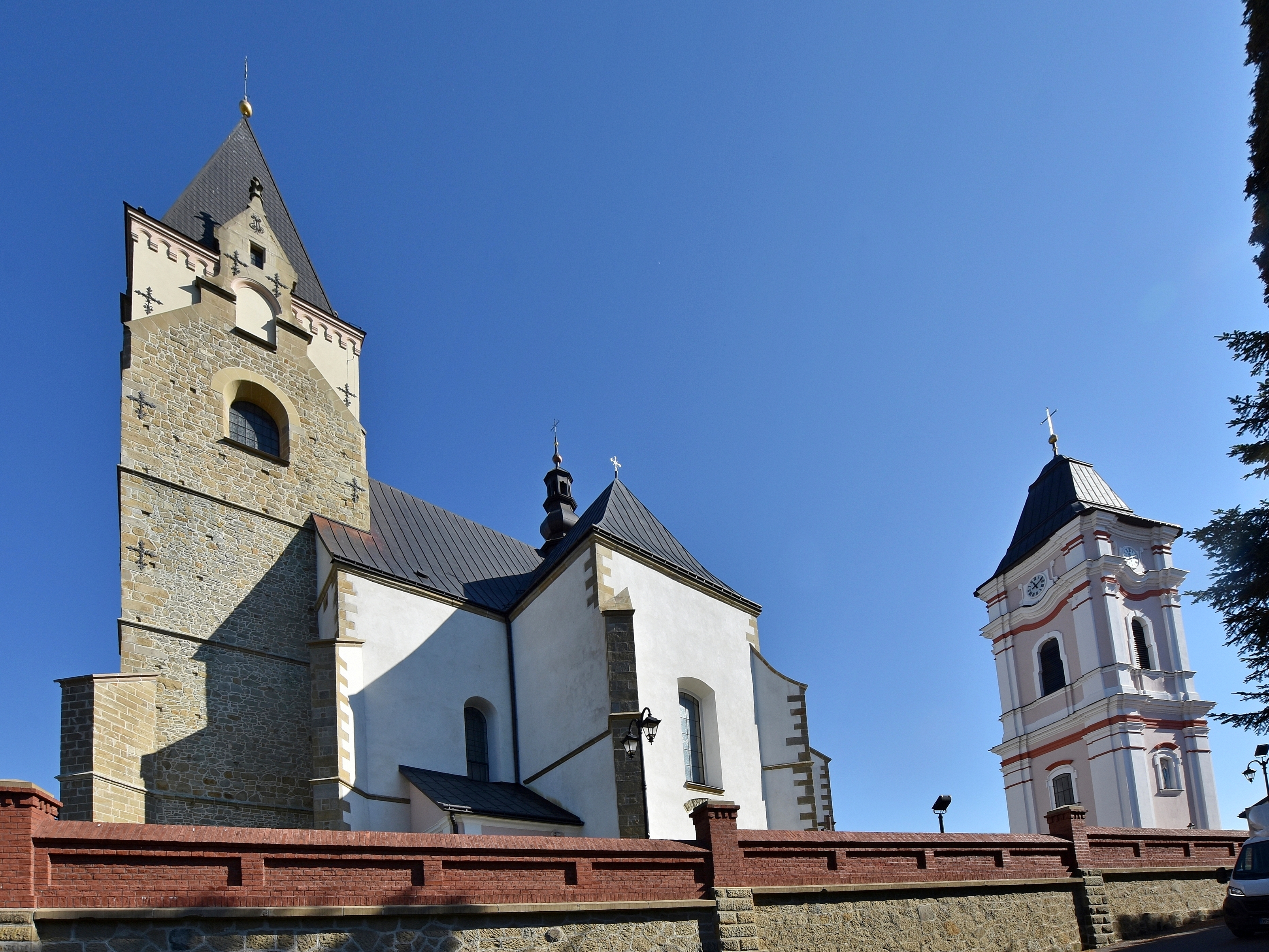
Kościół parafialny
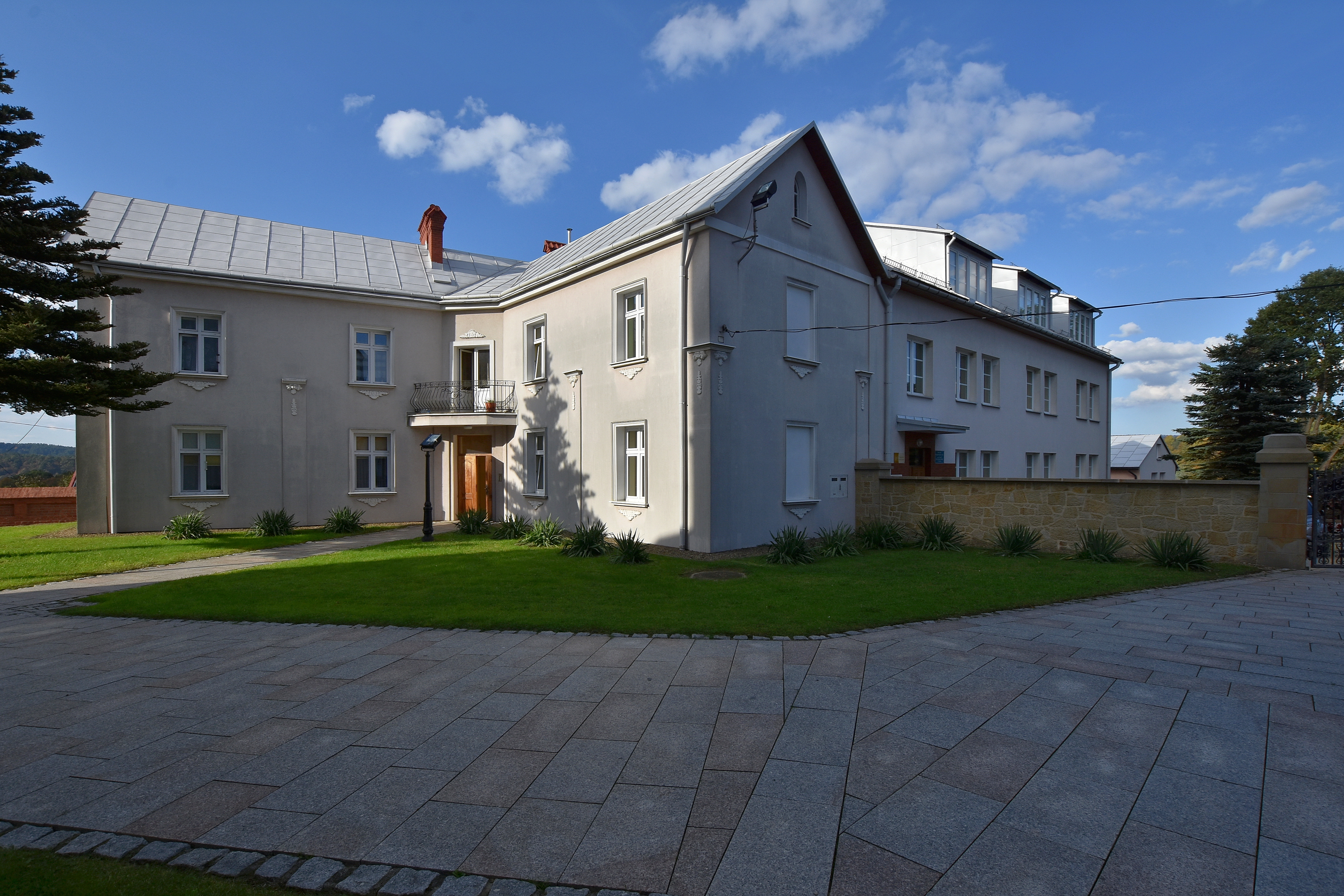
Dom parafialny z 1890
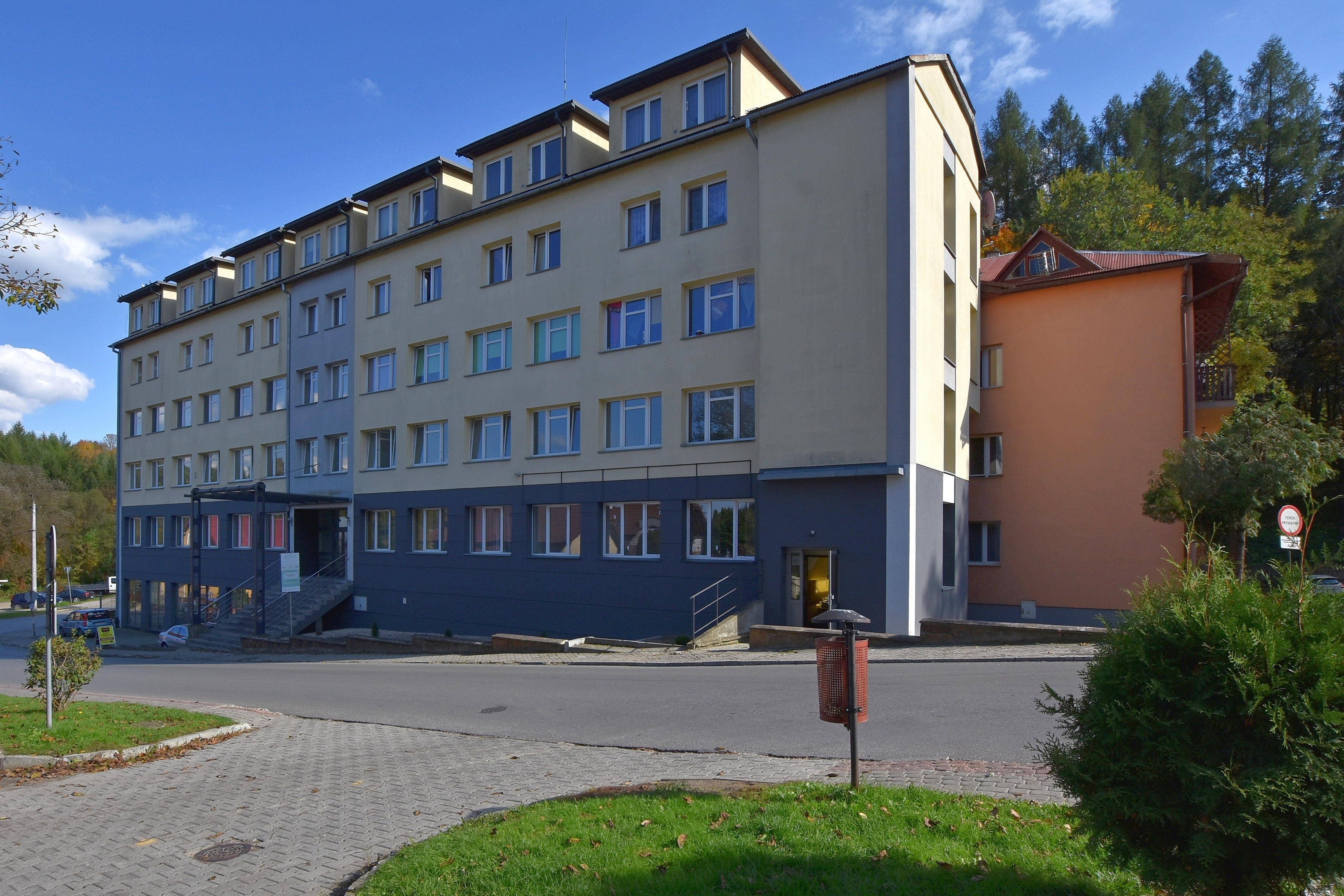
Dawna siedziba WOPR na ul. Moniuszki 6

Synagogi
- Stara Synagoga w Lesku
- Synagoga w Lesku
- Synagoga chasydów z Nowego Sącza w Lesku
- Synagoga chasydów z Sadogóry w Lesku

## Pomniki
- Głaz Legionowy[24]
- Pomnik poległych i pomordowanych w walkach z UPA (do 2019 r. pomnik poległych milicjantów)[18][25]

## Transport
Około 8 km na północny wschód od miasta funkcjonuje lądowisko Bezmiechowa, ok. 18 km na południe prywatne lądowisko Dolina Ruchlinu-Żernica, a ok. 40 km na południowy wschód również prywatne lądowisko Dolina Ruchlinu-Horodek.
W 2014 przy ul. Kazimierza Wielkiego oddano do użytku sanitarne lądowisko dla helikopterów.
W odległości około 4 km od centrum miasta znajdują się dwa przystanki kolejowe: Lesko Łukawica oraz Jankowce.

## Atrakcje turystyczne
- Kamień „leski” w Glinnem

## Kultura
W Lesku i okolicach rozgrywa się akcja powieści Zbigniewa Nienackiego z serii Pan Samochodzik zatytułowana Pan Samochodzik i tajemnica tajemnic.

## Sport
Kluby sportowe:
- Sanovia Lesko – klub piłkarski założony w 1923 roku.
- San Lesko

## Wspólnoty wyznaniowe
- Kościół rzymskokatolicki:

- Parafia Nawiedzenia Najświętszej Maryi Panny w Lesku

- Świadkowie Jehowy:

- zbór Lesko

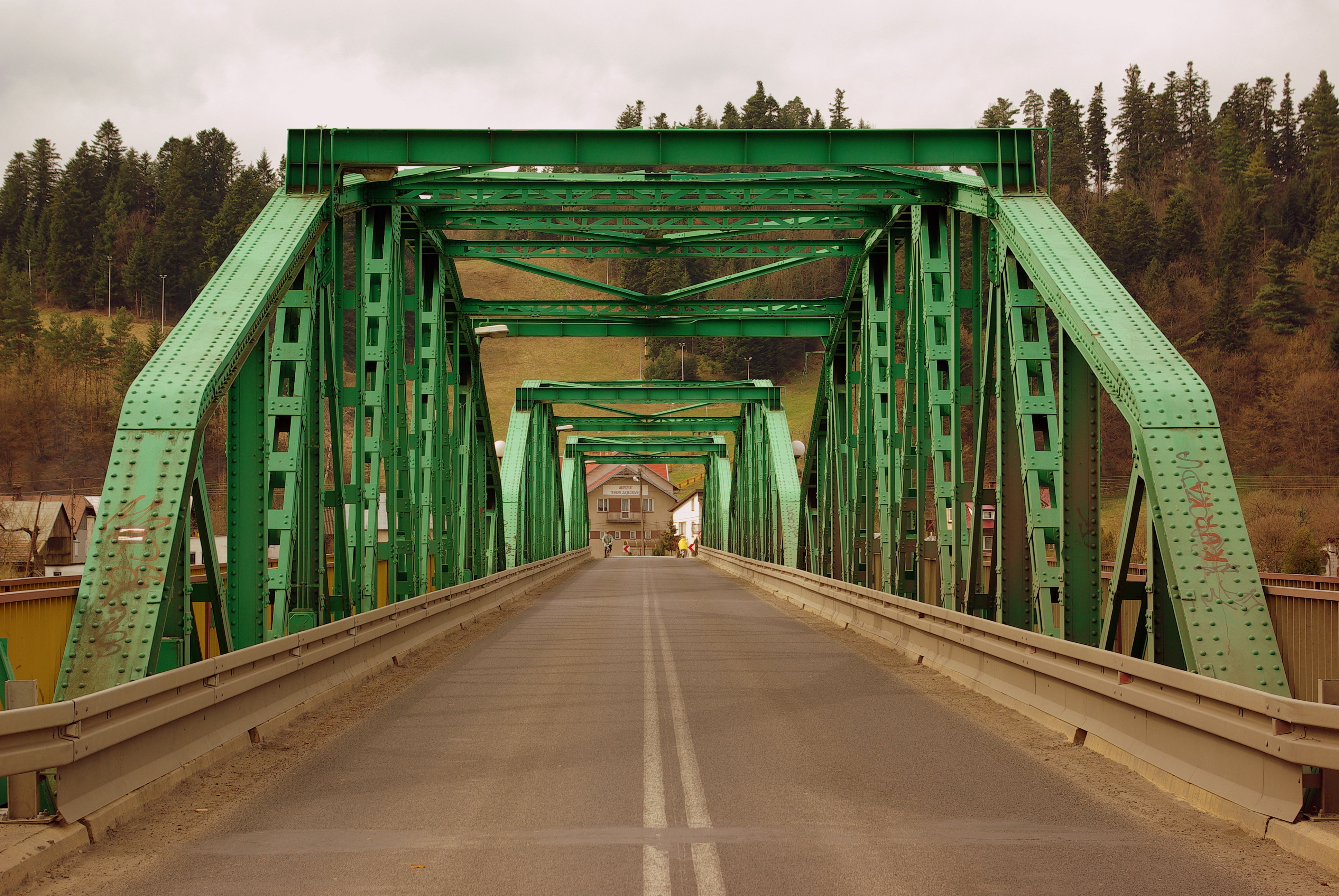
Most na Sanie
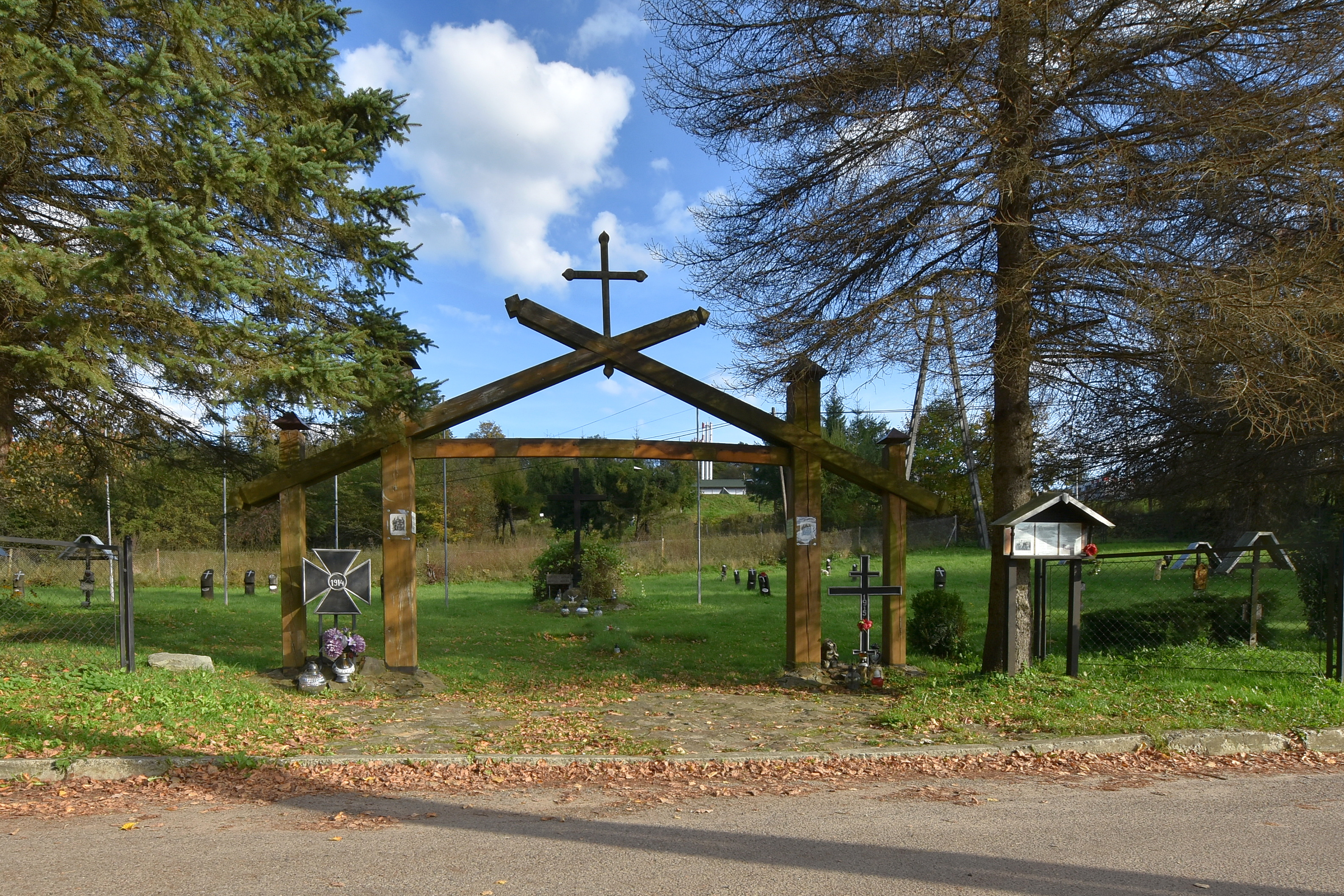
Cmentarz z I wojny światowej
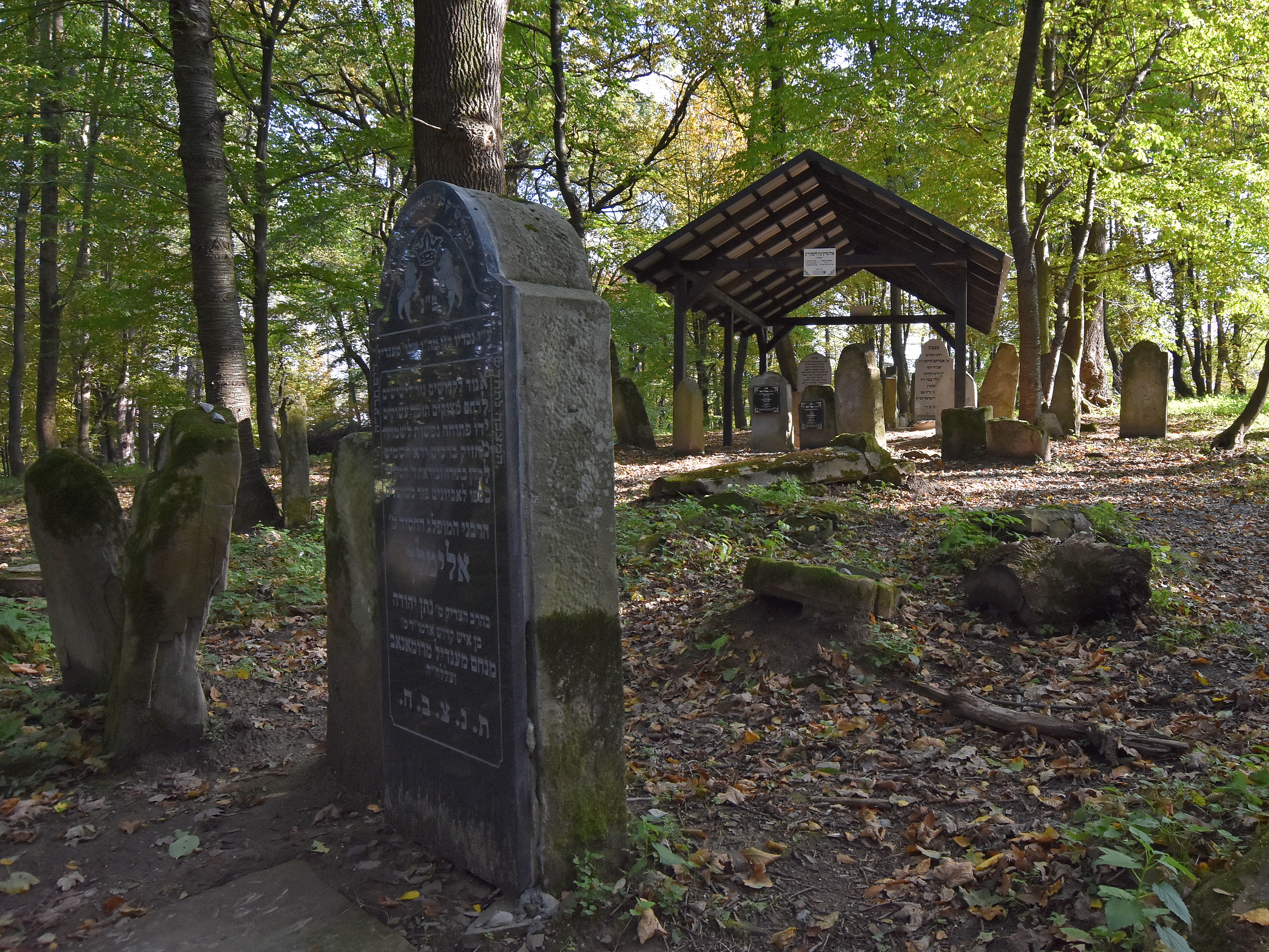
Cmentarz żydowski

## Miasta partnerskie
- Baranów Sandomierski[27]
- Snina[28]

## Ludzie związani z miastem
Honorowi obywatele
Przed 2011 honorowe obywatelstwo Leska otrzymali: Józef Bielak, Emil Krawczykiewicz, Aleksander Śliżyński (wszyscy trzej burmistrzowie sprzed 1939), dr Miron Lisikiewicz, Magdalena Gużkowska, prof. dr Sydney M. Perlman (amerykański okulista), Adam Pałacki, Tadeusz Góra.